# Coupe de la Ligue japonaise de football 2025
Navigation
Coupe de la Ligue 2024 Coupe de la Ligue 2026-2027
La coupe de la Ligue japonaise 2025 est la 33e édition de la Coupe de la Ligue japonaise, organisée par la J.League, elle oppose les 20 équipes de J.League 1, de J.League 2 et de J.League 3 du 20 mars au 1er novembre 2025.

## Format et calendrier

### Calendrier
Pour la saison 2025, le premier tour de qualification est constitué d'une phase à élimination directe en 7 groupes, sont exempt les 5 clubs participants aux coupes continentales et mondial. Puis les 7 vainqueurs de groupes et le club participant à la Ligue des champions 2 s'affrontent, ensuite les quatre vainqueurs rejoignent les 3 clubs qualifiés en Ligue des champions et le club participant à la Coupe du monde de la FIFA 2025. Le tour principal est composé de quarts et de demi-finales en match aller-retour et la finale.
| Tour | Nom                        | Dates retenues                                                      | Équipes entrantes | Équipes participantes | Équipes gagnantes |
| Entrée des 15 clubs de J.League 1, des 20 clubs de J.League 2 et des 20 clubs de J.League 3                                      |                            |                                                                     |                   |                       |                   |
| 1 | Premier tour               | jeudi 20, mercredi 26 mars, mercredi 9, 16 avril et mercredi 21 mai | 55                | 55                    | 7                 |
| Entrée du club participant à la Ligue des champions 2 2024-2025                                                                  |                            |                                                                     |                   |                       |                   |
| 2 | Tour éliminatoire (aller)  | mercredi 4 juin                                                     | 1                 | 8                     | 4                 |
| 2 | Tour éliminatoire (retour) | mercredi 8 juin                                                     | 1                 | 8                     | 4                 |
| Entrée des 3 clubs de la Ligue des champions Élite de l'AFC 2024-2025, et du club participant à la Coupe du monde des clubs 2025 |                            |                                                                     |                   |                       |                   |
| 3 | Quarts de finale (aller)   | mercredi 3 septembre                                                | 4                 | 8                     | 4                 |
| 3 | Quarts de finale (retour)  | dimande 7 septembre                                                 | 4                 | 8                     | 4                 |
| 4 | Demi-finales (aller)       | mercredi 8 octobre                                                  | -                 | 4                     | 2                 |
| 4 | Demi-finales (retour)      | dimanche 12 octobre                                                 | -                 | 4                     | 2                 |
| 5 | Finale au Stade national   | samedi 1er novembre                                                 | -                 | 2                     | 1                 |

### Participant
| Clubs de J.League 1 (20)     | Clubs de J.League 2 (20)   | Clubs de J.League 3 (20) |
| arrivent en Quarts de finale | arrivent au 1er tour       | arrivent au 1er tour     |
| ---------------------------- | -------------------------- | ------------------------ |
| Vissel Kobe                  | Júbilo Iwata               | Tochigi SC               |
| Kawasaki Frontale            | Hokkaido Consadole Sapporo | Kagoshima United         |
| Yokohama F. Marinos          | Sagan Tosu                 | Thespa Gunma             |
| Urawa Red Diamonds           | V-Varen Nagasaki           | Matsumoto Yamaga FC      |
| arrive au tour éliminatoire  | Montedio Yamagata          | Fukushima United         |
| Sanfrecce Hiroshima          | Vegalta Sendai             | FC Osaka                 |
| arrivent au 1er tour         | JEF United Ichihara Chiba  | Giravanz Kitakyushu      |
| FC Machida Zelvia            | Tokushima Vortis           | FC Gifu                  |
| Gamba Osaka                  | Iwaki FC                   | SC Sagamihara            |
| Kashima Antlers              | Blaublitz Akita            | Azul Claro Numazu        |
| Tokyo Verdy                  | Renofa Yamaguchi           | Vanraure Hachinohe       |
| FC Tokyo                     | Roasso Kumamoto            | Zweigen Kanazawa         |
| Cerezo Osaka                 | Fujieda MYFC               | Gainare Tottori          |
| Nagoya Grampus T             | Ventforet Kōfu             | FC Ryukyu                |
| Avispa Fukuoka               | Mito HollyHock             | Tegevajaro Miyazaki      |
| Kyoto Sanga FC               | Oita Trinita               | Kamatamare Sanuki        |
| Shonan Bellmare              | Ehime FC                   | Nara Club                |
| Albirex Niigata              | RB Omiya Ardija            | AC Nagano Parceiro       |
| Kashiwa Reysol               | FC Imabari                 | Tochigi City             |
| Shimizu S-Pulse              | Kataller Toyama            | Kochi United             |
| Yokohama FC                  |                            |                          |
| Fagiano Okayama              |                            |                          |

## Premier tour
Le 20 décembre 2024, la ligue annonce la répartition des différentes équipes de J1, J2 et J3 dans les sept mini-championnat du premier tour.

### Groupe 1
|  | 1er tour                                                 | 1er tour                                                 | 1er tour                                                 | 1er tour                                                 |                          |                          | 2e tour                                                   | 2e tour                                                   | 2e tour                                                   | 2e tour                                                   |  |  | Finale du Groupe                                   | Finale du Groupe                                   | Finale du Groupe                                   | Finale du Groupe                                   |
|  |                                                          |                                                          |                                                          |                                                          |                          |                          |                                                           |                                                           |                                                           |                                                           |  |  |                                                    |                                                    |                                                    |                                                    |
|  | 20 mars 2025 - Stade Mikuni World Kitakyushu, Kitakyūshū | 20 mars 2025 - Stade Mikuni World Kitakyushu, Kitakyūshū | 20 mars 2025 - Stade Mikuni World Kitakyushu, Kitakyūshū | 20 mars 2025 - Stade Mikuni World Kitakyushu, Kitakyūshū |                          |                          | 16 avril 2025 - Stade Mikuni World Kitakyushu, Kitakyūshū | 16 avril 2025 - Stade Mikuni World Kitakyushu, Kitakyūshū | 16 avril 2025 - Stade Mikuni World Kitakyushu, Kitakyūshū | 16 avril 2025 - Stade Mikuni World Kitakyushu, Kitakyūshū |  |  | 21 mai 2025 - Stade NHK Spring Mitsuzawa, Yokohama | 21 mai 2025 - Stade NHK Spring Mitsuzawa, Yokohama | 21 mai 2025 - Stade NHK Spring Mitsuzawa, Yokohama | 21 mai 2025 - Stade NHK Spring Mitsuzawa, Yokohama |
|  | 20 mars 2025 - Stade Mikuni World Kitakyushu, Kitakyūshū | 20 mars 2025 - Stade Mikuni World Kitakyushu, Kitakyūshū | 20 mars 2025 - Stade Mikuni World Kitakyushu, Kitakyūshū | 20 mars 2025 - Stade Mikuni World Kitakyushu, Kitakyūshū |                          |                          | 16 avril 2025 - Stade Mikuni World Kitakyushu, Kitakyūshū | 16 avril 2025 - Stade Mikuni World Kitakyushu, Kitakyūshū | 16 avril 2025 - Stade Mikuni World Kitakyushu, Kitakyūshū | 16 avril 2025 - Stade Mikuni World Kitakyushu, Kitakyūshū |  |  | 21 mai 2025 - Stade NHK Spring Mitsuzawa, Yokohama | 21 mai 2025 - Stade NHK Spring Mitsuzawa, Yokohama | 21 mai 2025 - Stade NHK Spring Mitsuzawa, Yokohama | 21 mai 2025 - Stade NHK Spring Mitsuzawa, Yokohama |
|  | Giravanz Kitakyushu (J3)                                 | Giravanz Kitakyushu (J3)                                 | 1                                                        | 1                                                        |                          |                          | 16 avril 2025 - Stade Mikuni World Kitakyushu, Kitakyūshū | 16 avril 2025 - Stade Mikuni World Kitakyushu, Kitakyūshū | 16 avril 2025 - Stade Mikuni World Kitakyushu, Kitakyūshū | 16 avril 2025 - Stade Mikuni World Kitakyushu, Kitakyūshū |  |  | 21 mai 2025 - Stade NHK Spring Mitsuzawa, Yokohama | 21 mai 2025 - Stade NHK Spring Mitsuzawa, Yokohama | 21 mai 2025 - Stade NHK Spring Mitsuzawa, Yokohama | 21 mai 2025 - Stade NHK Spring Mitsuzawa, Yokohama |
|  | Giravanz Kitakyushu (J3)                                 | Giravanz Kitakyushu (J3)                                 | 1                                                        | 1                                                        |                          |                          | 16 avril 2025 - Stade Mikuni World Kitakyushu, Kitakyūshū | 16 avril 2025 - Stade Mikuni World Kitakyushu, Kitakyūshū | 16 avril 2025 - Stade Mikuni World Kitakyushu, Kitakyūshū | 16 avril 2025 - Stade Mikuni World Kitakyushu, Kitakyūshū |  |  | 21 mai 2025 - Stade NHK Spring Mitsuzawa, Yokohama | 21 mai 2025 - Stade NHK Spring Mitsuzawa, Yokohama | 21 mai 2025 - Stade NHK Spring Mitsuzawa, Yokohama | 21 mai 2025 - Stade NHK Spring Mitsuzawa, Yokohama |
|  | Fagiano Okayama (J1)                                     | Fagiano Okayama (J1)                                     | 0                                                        | 0                                                        |                          |                          | 16 avril 2025 - Stade Mikuni World Kitakyushu, Kitakyūshū | 16 avril 2025 - Stade Mikuni World Kitakyushu, Kitakyūshū | 16 avril 2025 - Stade Mikuni World Kitakyushu, Kitakyūshū | 16 avril 2025 - Stade Mikuni World Kitakyushu, Kitakyūshū |  |  | 21 mai 2025 - Stade NHK Spring Mitsuzawa, Yokohama | 21 mai 2025 - Stade NHK Spring Mitsuzawa, Yokohama | 21 mai 2025 - Stade NHK Spring Mitsuzawa, Yokohama | 21 mai 2025 - Stade NHK Spring Mitsuzawa, Yokohama |
|  | Fagiano Okayama (J1)                                     | Fagiano Okayama (J1)                                     | 0                                                        | 0                                                        | Giravanz Kitakyushu (J3) | Giravanz Kitakyushu (J3) | 1                                                         | 1                                                         |                                                           |                                                           |  |  | 21 mai 2025 - Stade NHK Spring Mitsuzawa, Yokohama | 21 mai 2025 - Stade NHK Spring Mitsuzawa, Yokohama | 21 mai 2025 - Stade NHK Spring Mitsuzawa, Yokohama | 21 mai 2025 - Stade NHK Spring Mitsuzawa, Yokohama |
|  | 20 mars 2025 - Stade Gifu Nagaragawa, Gifu               |                                                          |                                                          |                                                          | Giravanz Kitakyushu (J3) | Giravanz Kitakyushu (J3) | 1                                                         | 1                                                         |                                                           |                                                           |  |  | 21 mai 2025 - Stade NHK Spring Mitsuzawa, Yokohama | 21 mai 2025 - Stade NHK Spring Mitsuzawa, Yokohama | 21 mai 2025 - Stade NHK Spring Mitsuzawa, Yokohama | 21 mai 2025 - Stade NHK Spring Mitsuzawa, Yokohama |
|  |                                                          |                                                          | Yokohama FC (J1)                                         | Yokohama FC (J1)                                         | 2                        | 2                        |                                                           |                                                           |                                                           |                                                           |  |  | 21 mai 2025 - Stade NHK Spring Mitsuzawa, Yokohama | 21 mai 2025 - Stade NHK Spring Mitsuzawa, Yokohama | 21 mai 2025 - Stade NHK Spring Mitsuzawa, Yokohama | 21 mai 2025 - Stade NHK Spring Mitsuzawa, Yokohama |
|  | FC Gifu (J3)                                             | FC Gifu (J3)                                             | Yokohama FC (J1)                                         | Yokohama FC (J1)                                         | 2                        | 2                        | 0                                                         | 0                                                         |                                                           |                                                           |  |  | 21 mai 2025 - Stade NHK Spring Mitsuzawa, Yokohama | 21 mai 2025 - Stade NHK Spring Mitsuzawa, Yokohama | 21 mai 2025 - Stade NHK Spring Mitsuzawa, Yokohama | 21 mai 2025 - Stade NHK Spring Mitsuzawa, Yokohama |
|  | FC Gifu (J3)                                             | FC Gifu (J3)                                             | 9 avril 2025 - Stade JIT Recycle Ink, Kōfu               |                                                          |                          |                          | 0                                                         | 0                                                         |                                                           |                                                           |  |  | 21 mai 2025 - Stade NHK Spring Mitsuzawa, Yokohama | 21 mai 2025 - Stade NHK Spring Mitsuzawa, Yokohama | 21 mai 2025 - Stade NHK Spring Mitsuzawa, Yokohama | 21 mai 2025 - Stade NHK Spring Mitsuzawa, Yokohama |
|  | Yokohama FC (J1)                                         | Yokohama FC (J1)                                         | 2                                                        | 2                                                        |                          |                          |                                                           |                                                           |                                                           |                                                           |  |  | 21 mai 2025 - Stade NHK Spring Mitsuzawa, Yokohama | 21 mai 2025 - Stade NHK Spring Mitsuzawa, Yokohama | 21 mai 2025 - Stade NHK Spring Mitsuzawa, Yokohama | 21 mai 2025 - Stade NHK Spring Mitsuzawa, Yokohama |
|  | Yokohama FC (J1)                                         | Yokohama FC (J1)                                         | 2                                                        | 2                                                        | Yokohama FC (J1)         | Yokohama FC (J1)         | 1 tab(3)                                                  | 1 tab(3)                                                  |                                                           |                                                           |  |  |                                                    |                                                    |                                                    |                                                    |
|  | 26 mars 2025 - Stade JIT Recycle Ink, Kōfu               |                                                          |                                                          |                                                          | Yokohama FC (J1)         | Yokohama FC (J1)         | 1 tab(3)                                                  | 1 tab(3)                                                  |                                                           |                                                           |  |  |                                                    |                                                    |                                                    |                                                    |
|  |                                                          |                                                          | FC Machida Zelvia (J1)                                   | FC Machida Zelvia (J1)                                   | 1 ap(1)                  | 1 ap(1)                  |                                                           |                                                           |                                                           |                                                           |  |  |                                                    |                                                    |                                                    |                                                    |
|  | Ventforet Kōfu (J2)                                      | Ventforet Kōfu (J2)                                      | FC Machida Zelvia (J1)                                   | FC Machida Zelvia (J1)                                   | 1 ap(1)                  | 1 ap(1)                  | 2                                                         | 2                                                         |                                                           |                                                           |  |  |                                                    |                                                    |                                                    |                                                    |
|  | Ventforet Kōfu (J2)                                      | Ventforet Kōfu (J2)                                      |                                                          |                                                          |                          |                          |                                                           |                                                           |                                                           |                                                           |  |  |                                                    |                                                    |                                                    |                                                    |
|  | Fujieda MYFC (J2)                                        | Fujieda MYFC (J2)                                        | 1                                                        | 1                                                        |                          |                          |                                                           |                                                           |                                                           |                                                           |  |  |                                                    |                                                    |                                                    |                                                    |
|  | Fujieda MYFC (J2)                                        | Fujieda MYFC (J2)                                        | 1                                                        | 1                                                        | Ventforet Kōfu (J2)      | Ventforet Kōfu (J2)      | 0                                                         | 0                                                         |                                                           |                                                           |  |  |                                                    |                                                    |                                                    |                                                    |
|  |                                                          |                                                          |                                                          |                                                          | Ventforet Kōfu (J2)      | Ventforet Kōfu (J2)      | 0                                                         | 0                                                         |                                                           |                                                           |  |  |                                                    |                                                    |                                                    |                                                    |
|  |                                                          |                                                          | FC Machida Zelvia (J1)                                   | FC Machida Zelvia (J1)                                   | 1                        | 1                        |                                                           |                                                           |                                                           |                                                           |  |  |                                                    |                                                    |                                                    |                                                    |
|  |                                                          |                                                          |                                                          |                                                          | 1                        | 1                        |                                                           |                                                           |                                                           |                                                           |  |  |                                                    |                                                    |                                                    |                                                    |
|  |                                                          |                                                          |                                                          |                                                          |                          |                          |                                                           |                                                           |                                                           |                                                           |  |  |                                                    |                                                    |                                                    |                                                    |
|  |                                                          |                                                          |                                                          |                                                          |                          |                          |                                                           |                                                           |                                                           |                                                           |  |  |                                                    |                                                    |                                                    |                                                    |
|  |                                                          |                                                          |                                                          |                                                          |                          |                          |                                                           |                                                           |                                                           |                                                           |  |  |                                                    |                                                    |                                                    |                                                    |
|  |                                                          |                                                          |                                                          |                                                          |                          |                          |                                                           |                                                           |                                                           |                                                           |  |  |                                                    |                                                    |                                                    |                                                    |

| 1er tour                     | Ventforet Kōfu (J2)    | 2 - 1   | Fujieda MYFC (J2) |                                                                          |                                                                          |
| 26 mars 2025 19h00 UTC+09:00 | Tanaka 45e · Naito 52e | (1 - 0) | 90e Chaves        | Stade JIT Recycle Ink, Kōfu Spectateurs : 3 535 Arbitrage : Shu Kawamata | Stade JIT Recycle Ink, Kōfu Spectateurs : 3 535 Arbitrage : Shu Kawamata |
| 26 mars 2025 19h00 UTC+09:00 | Hiratsuka 86e          | Rapport | 51e Suzuki        | Stade JIT Recycle Ink, Kōfu Spectateurs : 3 535 Arbitrage : Shu Kawamata | Stade JIT Recycle Ink, Kōfu Spectateurs : 3 535 Arbitrage : Shu Kawamata |

| 1er tour                     | FC Gifu (J3) | 0 - 2   | Yokohama FC (J1)          |                                                                          |                                                                          |
| 20 mars 2025 14h00 UTC+09:00 |              | (0 - 2) | 27e Nakano · 37e Komazawa | Stade Gifu Nagaragawa, Gifu Spectateurs : 2 846 Arbitrage : Naoto Uehara | Stade Gifu Nagaragawa, Gifu Spectateurs : 2 846 Arbitrage : Naoto Uehara |
| 20 mars 2025 14h00 UTC+09:00 | Ishida 64e   | Rapport |                           | Stade Gifu Nagaragawa, Gifu Spectateurs : 2 846 Arbitrage : Naoto Uehara | Stade Gifu Nagaragawa, Gifu Spectateurs : 2 846 Arbitrage : Naoto Uehara |

| 1er tour                     | Giravanz Kitakyushu (J3) | 1 - 0   | Fagiano Okayama (J1) |                                                                                           |                                                                                           |
| 20 mars 2025 14h00 UTC+09:00 | Hirahara 19e             | (1 - 0) |                      | Stade Mikuni World Kitakyushu, Kitakyūshū Spectateurs : 4 638 Arbitrage : Hiroyuki Kimura | Stade Mikuni World Kitakyushu, Kitakyūshū Spectateurs : 4 638 Arbitrage : Hiroyuki Kimura |
| 20 mars 2025 14h00 UTC+09:00 | Taniguchi 90e            | Rapport | 18e Kudo             | Stade Mikuni World Kitakyushu, Kitakyūshū Spectateurs : 4 638 Arbitrage : Hiroyuki Kimura | Stade Mikuni World Kitakyushu, Kitakyūshū Spectateurs : 4 638 Arbitrage : Hiroyuki Kimura |

| 2e tour                      | Ventforet Kōfu (J2) | 0 - 1   | FC Machida Zelvia (J1) |                                                                            |                                                                            |
| 9 avril 2025 19h00 UTC+09:00 |                     | (0 - 1) | 45+2e (pen.) Sento     | Stade JIT Recycle Ink, Kōfu Spectateurs : 4 899 Arbitrage : Keigo Sendachi | Stade JIT Recycle Ink, Kōfu Spectateurs : 4 899 Arbitrage : Keigo Sendachi |
| 9 avril 2025 19h00 UTC+09:00 |                     | Rapport | 69e Sento              | Stade JIT Recycle Ink, Kōfu Spectateurs : 4 899 Arbitrage : Keigo Sendachi | Stade JIT Recycle Ink, Kōfu Spectateurs : 4 899 Arbitrage : Keigo Sendachi |

| 2e tour                       | Giravanz Kitakyushu (J3) | 1 - 2   | Yokohama FC (J1)                  |                                                                                          |                                                                                          |
| 16 avril 2025 19h00 UTC+09:00 | Watanabe 54e (pen.)      | (0 - 1) | 11e Komazawa · 49e (csc) Sakamoto | Stade Mikuni World Kitakyushu, Kitakyūshū Spectateurs : 3 719 Arbitrage : Yudai Yamamoto | Stade Mikuni World Kitakyushu, Kitakyūshū Spectateurs : 3 719 Arbitrage : Yudai Yamamoto |
| 16 avril 2025 19h00 UTC+09:00 |                          | Rapport | 30e van Eerden · 52e Murata       | Stade Mikuni World Kitakyushu, Kitakyūshū Spectateurs : 3 719 Arbitrage : Yudai Yamamoto | Stade Mikuni World Kitakyushu, Kitakyūshū Spectateurs : 3 719 Arbitrage : Yudai Yamamoto |

| Finale du Groupe            | Yokohama FC (J1)          | 1 - 1 ap 3 - 1 t. a. b. | FC Machida Zelvia (J1)            |                                                                                      |                                                                                      |
| 21 mai 2025 18h30 UTC+09:00 | Ogawa 84e                 | (0 - 1, 1 - 1, 1 - 1)   | 12e Fujio                         | Stade NHK Spring Mitsuzawa, Yokohama Spectateurs : 3 203 Arbitrage : Martin Petersen | Stade NHK Spring Mitsuzawa, Yokohama Spectateurs : 3 203 Arbitrage : Martin Petersen |
| 21 mai 2025 18h30 UTC+09:00 | Suzuki 28e · Fukumori 68e | Rapport                 | 99e Fujio · 112e Hayashi ·        | Stade NHK Spring Mitsuzawa, Yokohama Spectateurs : 3 203 Arbitrage : Martin Petersen | Stade NHK Spring Mitsuzawa, Yokohama Spectateurs : 3 203 Arbitrage : Martin Petersen |
| 21 mai 2025 18h30 UTC+09:00 | Ogawa · Fukumori · Mori   | Tirs au but 3 - 1       | Sento · Shōji · Vásquez · Okamura | Stade NHK Spring Mitsuzawa, Yokohama Spectateurs : 3 203 Arbitrage : Martin Petersen | Stade NHK Spring Mitsuzawa, Yokohama Spectateurs : 3 203 Arbitrage : Martin Petersen |

### Groupe 2
|  | 1er tour                                          | 1er tour                                          | 1er tour                                          | 1er tour                                          |                     |                     | 2e tour                            | 2e tour                            | 2e tour                            | 2e tour                            |  |  | Finale du Groupe                  | Finale du Groupe                  | Finale du Groupe                  | Finale du Groupe                  |
|  |                                                   |                                                   |                                                   |                                                   |                     |                     |                                    |                                    |                                    |                                    |  |  |                                   |                                   |                                   |                                   |
|  | 26 mars 2025 - Stade Hanazono Rugby, Higashiōsaka | 26 mars 2025 - Stade Hanazono Rugby, Higashiōsaka | 26 mars 2025 - Stade Hanazono Rugby, Higashiōsaka | 26 mars 2025 - Stade Hanazono Rugby, Higashiōsaka |                     |                     | 9 avril 2025 - Stade Yamaha, Iwata | 9 avril 2025 - Stade Yamaha, Iwata | 9 avril 2025 - Stade Yamaha, Iwata | 9 avril 2025 - Stade Yamaha, Iwata |  |  | 21 mai 2025 - Stade Yamaha, Iwata | 21 mai 2025 - Stade Yamaha, Iwata | 21 mai 2025 - Stade Yamaha, Iwata | 21 mai 2025 - Stade Yamaha, Iwata |
|  | 26 mars 2025 - Stade Hanazono Rugby, Higashiōsaka | 26 mars 2025 - Stade Hanazono Rugby, Higashiōsaka | 26 mars 2025 - Stade Hanazono Rugby, Higashiōsaka | 26 mars 2025 - Stade Hanazono Rugby, Higashiōsaka |                     |                     | 9 avril 2025 - Stade Yamaha, Iwata | 9 avril 2025 - Stade Yamaha, Iwata | 9 avril 2025 - Stade Yamaha, Iwata | 9 avril 2025 - Stade Yamaha, Iwata |  |  | 21 mai 2025 - Stade Yamaha, Iwata | 21 mai 2025 - Stade Yamaha, Iwata | 21 mai 2025 - Stade Yamaha, Iwata | 21 mai 2025 - Stade Yamaha, Iwata |
|  | FC Osaka (J3)                                     | FC Osaka (J3)                                     | 1                                                 | 1                                                 |                     |                     | 9 avril 2025 - Stade Yamaha, Iwata | 9 avril 2025 - Stade Yamaha, Iwata | 9 avril 2025 - Stade Yamaha, Iwata | 9 avril 2025 - Stade Yamaha, Iwata |  |  | 21 mai 2025 - Stade Yamaha, Iwata | 21 mai 2025 - Stade Yamaha, Iwata | 21 mai 2025 - Stade Yamaha, Iwata | 21 mai 2025 - Stade Yamaha, Iwata |
|  | FC Osaka (J3)                                     | FC Osaka (J3)                                     | 1                                                 | 1                                                 |                     |                     | 9 avril 2025 - Stade Yamaha, Iwata | 9 avril 2025 - Stade Yamaha, Iwata | 9 avril 2025 - Stade Yamaha, Iwata | 9 avril 2025 - Stade Yamaha, Iwata |  |  | 21 mai 2025 - Stade Yamaha, Iwata | 21 mai 2025 - Stade Yamaha, Iwata | 21 mai 2025 - Stade Yamaha, Iwata | 21 mai 2025 - Stade Yamaha, Iwata |
|  | Júbilo Iwata (J2)                                 | Júbilo Iwata (J2)                                 | 2                                                 | 2                                                 |                     |                     | 9 avril 2025 - Stade Yamaha, Iwata | 9 avril 2025 - Stade Yamaha, Iwata | 9 avril 2025 - Stade Yamaha, Iwata | 9 avril 2025 - Stade Yamaha, Iwata |  |  | 21 mai 2025 - Stade Yamaha, Iwata | 21 mai 2025 - Stade Yamaha, Iwata | 21 mai 2025 - Stade Yamaha, Iwata | 21 mai 2025 - Stade Yamaha, Iwata |
|  | Júbilo Iwata (J2)                                 | Júbilo Iwata (J2)                                 | 2                                                 | 2                                                 | Júbilo Iwata (J2)   | Júbilo Iwata (J2)   | 2                                  | 2                                  |                                    |                                    |  |  | 21 mai 2025 - Stade Yamaha, Iwata | 21 mai 2025 - Stade Yamaha, Iwata | 21 mai 2025 - Stade Yamaha, Iwata | 21 mai 2025 - Stade Yamaha, Iwata |
|  | 26 mars 2025 - Stade Sagamihara Gion, Sagamihara  |                                                   |                                                   |                                                   | Júbilo Iwata (J2)   | Júbilo Iwata (J2)   | 2                                  | 2                                  |                                    |                                    |  |  | 21 mai 2025 - Stade Yamaha, Iwata | 21 mai 2025 - Stade Yamaha, Iwata | 21 mai 2025 - Stade Yamaha, Iwata | 21 mai 2025 - Stade Yamaha, Iwata |
|  |                                                   |                                                   | Shimizu S-Pulse (J1)                              | Shimizu S-Pulse (J1)                              | 1                   | 1                   |                                    |                                    |                                    |                                    |  |  | 21 mai 2025 - Stade Yamaha, Iwata | 21 mai 2025 - Stade Yamaha, Iwata | 21 mai 2025 - Stade Yamaha, Iwata | 21 mai 2025 - Stade Yamaha, Iwata |
|  | SC Sagamihara (J3)                                | SC Sagamihara (J3)                                | Shimizu S-Pulse (J1)                              | Shimizu S-Pulse (J1)                              | 1                   | 1                   | 1                                  | 1                                  |                                    |                                    |  |  | 21 mai 2025 - Stade Yamaha, Iwata | 21 mai 2025 - Stade Yamaha, Iwata | 21 mai 2025 - Stade Yamaha, Iwata | 21 mai 2025 - Stade Yamaha, Iwata |
|  | SC Sagamihara (J3)                                | SC Sagamihara (J3)                                | 16 avril 2025 - Stade K's denki Mito, Mito        |                                                   |                     |                     | 1                                  | 1                                  |                                    |                                    |  |  | 21 mai 2025 - Stade Yamaha, Iwata | 21 mai 2025 - Stade Yamaha, Iwata | 21 mai 2025 - Stade Yamaha, Iwata | 21 mai 2025 - Stade Yamaha, Iwata |
|  | Shimizu S-Pulse (J1)                              | Shimizu S-Pulse (J1)                              | 3                                                 | 3                                                 |                     |                     |                                    |                                    |                                    |                                    |  |  | 21 mai 2025 - Stade Yamaha, Iwata | 21 mai 2025 - Stade Yamaha, Iwata | 21 mai 2025 - Stade Yamaha, Iwata | 21 mai 2025 - Stade Yamaha, Iwata |
|  | Shimizu S-Pulse (J1)                              | Shimizu S-Pulse (J1)                              | 3                                                 | 3                                                 | Júbilo Iwata (J2)   | Júbilo Iwata (J2)   | 2 ap                               | 2 ap                               |                                    |                                    |  |  |                                   |                                   |                                   |                                   |
|  | 26 mars 2025 - Stade K's denki Mito, Mito         |                                                   |                                                   |                                                   | Júbilo Iwata (J2)   | Júbilo Iwata (J2)   | 2 ap                               | 2 ap                               |                                    |                                    |  |  |                                   |                                   |                                   |                                   |
|  |                                                   |                                                   | Gamba Osaka (J1)                                  | Gamba Osaka (J1)                                  | 1                   | 1                   |                                    |                                    |                                    |                                    |  |  |                                   |                                   |                                   |                                   |
|  | Mito HollyHock (J2)                               | Mito HollyHock (J2)                               | Gamba Osaka (J1)                                  | Gamba Osaka (J1)                                  | 1                   | 1                   | 1                                  | 1                                  |                                    |                                    |  |  |                                   |                                   |                                   |                                   |
|  | Mito HollyHock (J2)                               | Mito HollyHock (J2)                               |                                                   |                                                   |                     |                     |                                    |                                    |                                    |                                    |  |  |                                   |                                   |                                   |                                   |
|  | Roasso Kumamoto (J2)                              | Roasso Kumamoto (J2)                              | 0                                                 | 0                                                 |                     |                     |                                    |                                    |                                    |                                    |  |  |                                   |                                   |                                   |                                   |
|  | Roasso Kumamoto (J2)                              | Roasso Kumamoto (J2)                              | 0                                                 | 0                                                 | Mito HollyHock (J2) | Mito HollyHock (J2) | 0                                  | 0                                  |                                    |                                    |  |  |                                   |                                   |                                   |                                   |
|  | 20 mars 2025 - Stade Kochi Haruno Athletic, Kōchi |                                                   |                                                   |                                                   | Mito HollyHock (J2) | Mito HollyHock (J2) | 0                                  | 0                                  |                                    |                                    |  |  |                                   |                                   |                                   |                                   |
|  |                                                   |                                                   | Gamba Osaka (J1)                                  | Gamba Osaka (J1)                                  | 1 ap                | 1 ap                |                                    |                                    |                                    |                                    |  |  |                                   |                                   |                                   |                                   |
|  | Kochi United (J3)                                 | Kochi United (J3)                                 | Gamba Osaka (J1)                                  | Gamba Osaka (J1)                                  | 1 ap                | 1 ap                | 1                                  | 1                                  |                                    |                                    |  |  |                                   |                                   |                                   |                                   |
|  | Kochi United (J3)                                 | Kochi United (J3)                                 |                                                   |                                                   |                     |                     |                                    | 1                                  |                                    |                                    |  |  |                                   |                                   |                                   |                                   |
|  | Gamba Osaka (J1)                                  | Gamba Osaka (J1)                                  | 2                                                 | 2                                                 |                     |                     |                                    |                                    |                                    |                                    |  |  |                                   |                                   |                                   |                                   |
|  | Gamba Osaka (J1)                                  | Gamba Osaka (J1)                                  | 2                                                 | 2                                                 |                     |                     |                                    |                                    |                                    |                                    |  |  |                                   |                                   |                                   |                                   |
|  |                                                   |                                                   |                                                   |                                                   |                     |                     |                                    |                                    |                                    |                                    |  |  |                                   |                                   |                                   |                                   |

| 1er tour                     | Kochi United (J3) | 1 - 2   | Gamba Osaka (J1)        |                                                                                     |                                                                                     |
| 20 mars 2025 14h00 UTC+09:00 | Kobayashi 77e     | (0 - 2) | 13e Usami · 41e Toyama  | Stade Kochi Haruno Athletic, Kōchi Spectateurs : 6 929 Arbitrage : Futoshi Nakamura | Stade Kochi Haruno Athletic, Kōchi Spectateurs : 6 929 Arbitrage : Futoshi Nakamura |
| 20 mars 2025 14h00 UTC+09:00 | Okazawa 59e       | Rapport | 37e Nakano · 88e Kurata | Stade Kochi Haruno Athletic, Kōchi Spectateurs : 6 929 Arbitrage : Futoshi Nakamura | Stade Kochi Haruno Athletic, Kōchi Spectateurs : 6 929 Arbitrage : Futoshi Nakamura |

| 1er tour                     | Mito HollyHock (J2) | 1 - 0   | Roasso Kumamoto (J2)       |                                                                         |                                                                         |
| 26 mars 2025 19h00 UTC+09:00 | Ando 30e            | (1 - 0) |                            | Stade K's denki Mito, Mito Spectateurs : 1 998 Arbitrage : Takuto Okabe | Stade K's denki Mito, Mito Spectateurs : 1 998 Arbitrage : Takuto Okabe |
| 26 mars 2025 19h00 UTC+09:00 |                     | Rapport | 34e Fujii · 45+1e Hakamata | Stade K's denki Mito, Mito Spectateurs : 1 998 Arbitrage : Takuto Okabe | Stade K's denki Mito, Mito Spectateurs : 1 998 Arbitrage : Takuto Okabe |

| 1er tour                     | SC Sagamihara (J3) | 1 - 3   | Shimizu S-Pulse (J1)                        |                                                                                |                                                                                |
| 26 mars 2025 18h00 UTC+09:00 | Takeuchi 90+4e     | (0 - 1) | 30e (csc) Nakashio · 83e Kitazume · 85e Doi | Stade Sagamihara Gion, Sagamihara Spectateurs : 3 993 Arbitrage : Naoto Uehara | Stade Sagamihara Gion, Sagamihara Spectateurs : 3 993 Arbitrage : Naoto Uehara |
| 26 mars 2025 18h00 UTC+09:00 | Furtado 44e        | Rapport |                                             | Stade Sagamihara Gion, Sagamihara Spectateurs : 3 993 Arbitrage : Naoto Uehara | Stade Sagamihara Gion, Sagamihara Spectateurs : 3 993 Arbitrage : Naoto Uehara |

| 1er tour                     | FC Osaka (J3)                                  | 1 - 2   | Júbilo Iwata (J2)                         |                                                                                     |                                                                                     |
| 26 mars 2025 19h00 UTC+09:00 | Nishimura 22e                                  | (1 - 1) | 2e Sato · 52e Kawai                       | Stade Hanazono Rugby, Higashiōsaka Spectateurs : 3 941 Arbitrage : Atsushi Kamimura | Stade Hanazono Rugby, Higashiōsaka Spectateurs : 3 941 Arbitrage : Atsushi Kamimura |
| 26 mars 2025 19h00 UTC+09:00 | Haga 17e · Tachino 55e · Kohei Matsumoto 90+5e | Rapport | 45+3e Kawai · 57e Morioka · 79e Matsubara | Stade Hanazono Rugby, Higashiōsaka Spectateurs : 3 941 Arbitrage : Atsushi Kamimura | Stade Hanazono Rugby, Higashiōsaka Spectateurs : 3 941 Arbitrage : Atsushi Kamimura |

| 2e tour                       | Mito HollyHock (J2) | 0 - 1 ap              | Gamba Osaka (J1)         |                                                                              |                                                                              |
| 16 avril 2025 19h00 UTC+09:00 |                     | (0 - 0, 0 - 0, 0 - 1) | 94e Alano                | Stade K's denki Mito, Mito Spectateurs : 3 331 Arbitrage : Yoshimi Yamashita | Stade K's denki Mito, Mito Spectateurs : 3 331 Arbitrage : Yoshimi Yamashita |
| 16 avril 2025 19h00 UTC+09:00 | Saito 53e           | Rapport               | 69e Lavi · 97e Yamashita | Stade K's denki Mito, Mito Spectateurs : 3 331 Arbitrage : Yoshimi Yamashita | Stade K's denki Mito, Mito Spectateurs : 3 331 Arbitrage : Yoshimi Yamashita |

| 2e tour                      | Júbilo Iwata (J2)        | 2 - 1   | Shimizu S-Pulse (J1)                 |                                                                |                                                                |
| 9 avril 2025 19h00 UTC+09:00 | Kawasaki 53e · Graça 80e | (0 - 1) | 1re Ahmedov                          | Stade Yamaha, Iwata Spectateurs : 12 533 Arbitrage : Koei Koya | Stade Yamaha, Iwata Spectateurs : 12 533 Arbitrage : Koei Koya |
| 9 avril 2025 19h00 UTC+09:00 | Graça 42e                | Rapport | 25e Yumiba · Modèle:Yel90+4 Hasukawa | Stade Yamaha, Iwata Spectateurs : 12 533 Arbitrage : Koei Koya | Stade Yamaha, Iwata Spectateurs : 12 533 Arbitrage : Koei Koya |

| Finale du Groupe            | Júbilo Iwata (J2)         | 2 - 1 ap              | Gamba Osaka (J1) |                                                                  |                                                                  |
| 21 mai 2025 19h00 UTC+09:00 | Sato 80e · Yoshimura 110e | (0 - 1, 1 - 1, 1 - 1) | 43e Hümmet       | Stade Yamaha, Iwata Spectateurs : 6 929 Arbitrage : Naoto Uehara | Stade Yamaha, Iwata Spectateurs : 6 929 Arbitrage : Naoto Uehara |
| 21 mai 2025 19h00 UTC+09:00 | Matsubara 39e · Croux 88e | Rapport               | 90+4e Kurokawa   | Stade Yamaha, Iwata Spectateurs : 6 929 Arbitrage : Naoto Uehara | Stade Yamaha, Iwata Spectateurs : 6 929 Arbitrage : Naoto Uehara |

### Groupe 3
|  | 1er tour                                      | 1er tour                               | 1er tour                               | 1er tour                               |                       |                       | 2e tour                                       | 2e tour                                       | 2e tour                                       | 2e tour                                       |  |  | Finale du Groupe                             | Finale du Groupe                             | Finale du Groupe                             | Finale du Groupe                             |
|  |                                               |                                        |                                        |                                        |                       |                       |                                               |                                               |                                               |                                               |  |  |                                              |                                              |                                              |                                              |
|  | 26 mars 2025 - Resonac Dome Oita, Ōita        | 26 mars 2025 - Resonac Dome Oita, Ōita | 26 mars 2025 - Resonac Dome Oita, Ōita | 26 mars 2025 - Resonac Dome Oita, Ōita |                       |                       | 9 avril 2025 - Stade Ishin Me-Life, Yamaguchi | 9 avril 2025 - Stade Ishin Me-Life, Yamaguchi | 9 avril 2025 - Stade Ishin Me-Life, Yamaguchi | 9 avril 2025 - Stade Ishin Me-Life, Yamaguchi |  |  | 21 mai 2025 - Stade Ishin Me-Life, Yamaguchi | 21 mai 2025 - Stade Ishin Me-Life, Yamaguchi | 21 mai 2025 - Stade Ishin Me-Life, Yamaguchi | 21 mai 2025 - Stade Ishin Me-Life, Yamaguchi |
|  | 26 mars 2025 - Resonac Dome Oita, Ōita        | 26 mars 2025 - Resonac Dome Oita, Ōita | 26 mars 2025 - Resonac Dome Oita, Ōita | 26 mars 2025 - Resonac Dome Oita, Ōita |                       |                       | 9 avril 2025 - Stade Ishin Me-Life, Yamaguchi | 9 avril 2025 - Stade Ishin Me-Life, Yamaguchi | 9 avril 2025 - Stade Ishin Me-Life, Yamaguchi | 9 avril 2025 - Stade Ishin Me-Life, Yamaguchi |  |  | 21 mai 2025 - Stade Ishin Me-Life, Yamaguchi | 21 mai 2025 - Stade Ishin Me-Life, Yamaguchi | 21 mai 2025 - Stade Ishin Me-Life, Yamaguchi | 21 mai 2025 - Stade Ishin Me-Life, Yamaguchi |
|  | Oita Trinita (J2)                             | Oita Trinita (J2)                      | 2                                      | 2                                      |                       |                       | 9 avril 2025 - Stade Ishin Me-Life, Yamaguchi | 9 avril 2025 - Stade Ishin Me-Life, Yamaguchi | 9 avril 2025 - Stade Ishin Me-Life, Yamaguchi | 9 avril 2025 - Stade Ishin Me-Life, Yamaguchi |  |  | 21 mai 2025 - Stade Ishin Me-Life, Yamaguchi | 21 mai 2025 - Stade Ishin Me-Life, Yamaguchi | 21 mai 2025 - Stade Ishin Me-Life, Yamaguchi | 21 mai 2025 - Stade Ishin Me-Life, Yamaguchi |
|  | Oita Trinita (J2)                             | Oita Trinita (J2)                      | 2                                      | 2                                      |                       |                       | 9 avril 2025 - Stade Ishin Me-Life, Yamaguchi | 9 avril 2025 - Stade Ishin Me-Life, Yamaguchi | 9 avril 2025 - Stade Ishin Me-Life, Yamaguchi | 9 avril 2025 - Stade Ishin Me-Life, Yamaguchi |  |  | 21 mai 2025 - Stade Ishin Me-Life, Yamaguchi | 21 mai 2025 - Stade Ishin Me-Life, Yamaguchi | 21 mai 2025 - Stade Ishin Me-Life, Yamaguchi | 21 mai 2025 - Stade Ishin Me-Life, Yamaguchi |
|  | Renofa Yamaguchi (J2)                         | Renofa Yamaguchi (J2)                  | 3                                      | 3                                      |                       |                       | 9 avril 2025 - Stade Ishin Me-Life, Yamaguchi | 9 avril 2025 - Stade Ishin Me-Life, Yamaguchi | 9 avril 2025 - Stade Ishin Me-Life, Yamaguchi | 9 avril 2025 - Stade Ishin Me-Life, Yamaguchi |  |  | 21 mai 2025 - Stade Ishin Me-Life, Yamaguchi | 21 mai 2025 - Stade Ishin Me-Life, Yamaguchi | 21 mai 2025 - Stade Ishin Me-Life, Yamaguchi | 21 mai 2025 - Stade Ishin Me-Life, Yamaguchi |
|  | Renofa Yamaguchi (J2)                         | Renofa Yamaguchi (J2)                  | 3                                      | 3                                      | Renofa Yamaguchi (J2) | Renofa Yamaguchi (J2) | 1 tab(5)                                      | 1 tab(5)                                      |                                               |                                               |  |  | 21 mai 2025 - Stade Ishin Me-Life, Yamaguchi | 21 mai 2025 - Stade Ishin Me-Life, Yamaguchi | 21 mai 2025 - Stade Ishin Me-Life, Yamaguchi | 21 mai 2025 - Stade Ishin Me-Life, Yamaguchi |
|  | 20 mars 2025 - City Football Station, Tochigi |                                        |                                        |                                        | Renofa Yamaguchi (J2) | Renofa Yamaguchi (J2) | 1 tab(5)                                      | 1 tab(5)                                      |                                               |                                               |  |  | 21 mai 2025 - Stade Ishin Me-Life, Yamaguchi | 21 mai 2025 - Stade Ishin Me-Life, Yamaguchi | 21 mai 2025 - Stade Ishin Me-Life, Yamaguchi | 21 mai 2025 - Stade Ishin Me-Life, Yamaguchi |
|  |                                               |                                        | Kashima Antlers (J1)                   | Kashima Antlers (J1)                   | 1 ap(3)               | 1 ap(3)               |                                               |                                               |                                               |                                               |  |  | 21 mai 2025 - Stade Ishin Me-Life, Yamaguchi | 21 mai 2025 - Stade Ishin Me-Life, Yamaguchi | 21 mai 2025 - Stade Ishin Me-Life, Yamaguchi | 21 mai 2025 - Stade Ishin Me-Life, Yamaguchi |
|  | Tochigi City (J3)                             | Tochigi City (J3)                      | Kashima Antlers (J1)                   | Kashima Antlers (J1)                   | 1 ap(3)               | 1 ap(3)               | 0                                             | 0                                             |                                               |                                               |  |  | 21 mai 2025 - Stade Ishin Me-Life, Yamaguchi | 21 mai 2025 - Stade Ishin Me-Life, Yamaguchi | 21 mai 2025 - Stade Ishin Me-Life, Yamaguchi | 21 mai 2025 - Stade Ishin Me-Life, Yamaguchi |
|  | Tochigi City (J3)                             | Tochigi City (J3)                      | 16 avril 2025 - Stade Toho, Fukushima  |                                        |                       |                       | 0                                             | 0                                             |                                               |                                               |  |  | 21 mai 2025 - Stade Ishin Me-Life, Yamaguchi | 21 mai 2025 - Stade Ishin Me-Life, Yamaguchi | 21 mai 2025 - Stade Ishin Me-Life, Yamaguchi | 21 mai 2025 - Stade Ishin Me-Life, Yamaguchi |
|  | Kashima Antlers (J1)                          | Kashima Antlers (J1)                   | 1                                      | 1                                      |                       |                       |                                               |                                               |                                               |                                               |  |  | 21 mai 2025 - Stade Ishin Me-Life, Yamaguchi | 21 mai 2025 - Stade Ishin Me-Life, Yamaguchi | 21 mai 2025 - Stade Ishin Me-Life, Yamaguchi | 21 mai 2025 - Stade Ishin Me-Life, Yamaguchi |
|  | Kashima Antlers (J1)                          | Kashima Antlers (J1)                   | 1                                      | 1                                      | Renofa Yamaguchi (J2) | Renofa Yamaguchi (J2) | 0                                             | 0                                             |                                               |                                               |  |  |                                              |                                              |                                              |                                              |
|  | 26 mars 2025 - Stade Toho, Fukushima          |                                        |                                        |                                        | Renofa Yamaguchi (J2) | Renofa Yamaguchi (J2) | 0                                             | 0                                             |                                               |                                               |  |  |                                              |                                              |                                              |                                              |
|  |                                               |                                        | Kashiwa Reysol (J1)                    | Kashiwa Reysol (J1)                    | 2                     | 2                     |                                               |                                               |                                               |                                               |  |  |                                              |                                              |                                              |                                              |
|  | Fukushima United (J3)                         | Fukushima United (J3)                  | Kashiwa Reysol (J1)                    | Kashiwa Reysol (J1)                    | 2                     | 2                     | 6                                             | 6                                             |                                               |                                               |  |  |                                              |                                              |                                              |                                              |
|  | Fukushima United (J3)                         | Fukushima United (J3)                  |                                        |                                        |                       |                       |                                               |                                               |                                               |                                               |  |  |                                              |                                              |                                              |                                              |
|  | Hokkaido Consadole Sapporo (J2)               | Hokkaido Consadole Sapporo (J2)        | 3                                      | 3                                      |                       |                       |                                               |                                               |                                               |                                               |  |  |                                              |                                              |                                              |                                              |
|  | Hokkaido Consadole Sapporo (J2)               | Hokkaido Consadole Sapporo (J2)        | 3                                      | 3                                      | Fukushima United (J3) | Fukushima United (J3) | 2                                             | 2                                             |                                               |                                               |  |  |                                              |                                              |                                              |                                              |
|  | 20 mars 2025 - Stade Ashitaka Park, Numazu    |                                        |                                        |                                        | Fukushima United (J3) | Fukushima United (J3) | 2                                             | 2                                             |                                               |                                               |  |  |                                              |                                              |                                              |                                              |
|  |                                               |                                        | Kashiwa Reysol (J1)                    | Kashiwa Reysol (J1)                    | 3                     | 3                     |                                               |                                               |                                               |                                               |  |  |                                              |                                              |                                              |                                              |
|  | Azul Claro Numazu (J3)                        | Azul Claro Numazu (J3)                 | Kashiwa Reysol (J1)                    | Kashiwa Reysol (J1)                    | 3                     | 3                     | 0                                             | 0                                             |                                               |                                               |  |  |                                              |                                              |                                              |                                              |
|  | Azul Claro Numazu (J3)                        | Azul Claro Numazu (J3)                 |                                        |                                        |                       |                       |                                               | 0                                             |                                               |                                               |  |  |                                              |                                              |                                              |                                              |
|  | Kashiwa Reysol (J1)                           | Kashiwa Reysol (J1)                    | 1                                      | 1                                      |                       |                       |                                               |                                               |                                               |                                               |  |  |                                              |                                              |                                              |                                              |
|  | Kashiwa Reysol (J1)                           | Kashiwa Reysol (J1)                    | 1                                      | 1                                      |                       |                       |                                               |                                               |                                               |                                               |  |  |                                              |                                              |                                              |                                              |
|  |                                               |                                        |                                        |                                        |                       |                       |                                               |                                               |                                               |                                               |  |  |                                              |                                              |                                              |                                              |

| 1er tour                     | Tochigi City (J3)      | 0 - 1   | Kashima Antlers (J1)    |                                                                          |                                                                          |
| 20 mars 2025 14h00 UTC+09:00 |                        | (0 - 0) | 69e Nono                | City Football Station, Tochigi Spectateurs : 4 532 Arbitrage : Koei Koya | City Football Station, Tochigi Spectateurs : 4 532 Arbitrage : Koei Koya |
| 20 mars 2025 14h00 UTC+09:00 | Okui 17e · Konishi 37e | Rapport | 8e Higuchi · 88e Tsukui | City Football Station, Tochigi Spectateurs : 4 532 Arbitrage : Koei Koya | City Football Station, Tochigi Spectateurs : 4 532 Arbitrage : Koei Koya |

| 1er tour                     | Oita Trinita (J2)           | 2 - 3   | Renofa Yamaguchi (J2)          |                                                                         |                                                                         |
| 26 mars 2025 19h00 UTC+09:00 | Kim H.-W. 78e · Yashiki 80e | (0 - 1) | 31e Suenaga · 67e 69e Furukawa | Resonac Dome Oita, Ōita Spectateurs : 3 164 Arbitrage : Shuhei Ishimaru | Resonac Dome Oita, Ōita Spectateurs : 3 164 Arbitrage : Shuhei Ishimaru |
| 26 mars 2025 19h00 UTC+09:00 | Matsuo 90+3e                | Rapport | 88e Yokoyama                   | Resonac Dome Oita, Ōita Spectateurs : 3 164 Arbitrage : Shuhei Ishimaru | Resonac Dome Oita, Ōita Spectateurs : 3 164 Arbitrage : Shuhei Ishimaru |

| 1er tour                     | Azul Claro Numazu (J3) | 0 - 1   | Kashiwa Reysol (J1) |                                                                                       |                                                                                       |
| 20 mars 2025 14h00 UTC+09:00 |                        | (0 - 1) | 8e Hayato Nakama    | Stade Ashitaka Park, Numazu Spectateurs : 4 406 Arbitrage : Atsushi KAMIMURA Kamimura | Stade Ashitaka Park, Numazu Spectateurs : 4 406 Arbitrage : Atsushi KAMIMURA Kamimura |
| 20 mars 2025 14h00 UTC+09:00 | Rapport                |         |                     | Stade Ashitaka Park, Numazu Spectateurs : 4 406 Arbitrage : Atsushi KAMIMURA Kamimura | Stade Ashitaka Park, Numazu Spectateurs : 4 406 Arbitrage : Atsushi KAMIMURA Kamimura |

| 1er tour                     | Fukushima United (J3)                                        | 6 - 3 ap              | Hokkaido Consadole Sapporo (J2)      |                                                                       |                                                                       |
| 26 mars 2025 19h00 UTC+09:00 | Ishii 26e · Mori 50e · Uehata 74e 95e · Jojo 91e · Toma 111e | (1 - 2, 3 - 3, 5 - 3) | 8e Arano · 21e Izuma · 60e Nakashima | Stade Toho, Fukushima Spectateurs : 945 Arbitrage : Kazuyoshi Enomoto | Stade Toho, Fukushima Spectateurs : 945 Arbitrage : Kazuyoshi Enomoto |
| 26 mars 2025 19h00 UTC+09:00 |                                                              | Rapport               | 90+2e Arano                          | Stade Toho, Fukushima Spectateurs : 945 Arbitrage : Kazuyoshi Enomoto | Stade Toho, Fukushima Spectateurs : 945 Arbitrage : Kazuyoshi Enomoto |

| 2e tour                      | Renofa Yamaguchi (J2)                           | 1 - 1 ap 5 - 3 t. a. b. | Kashima Antlers (J1)             |                                                                             |                                                                             |
| 9 avril 2025 19h00 UTC+09:00 | Ozawa 64e                                       | (0 - 0, 1 - 1, 1 - 1)   | 81e Morooka                      | Stade Ishin Me-Life, Yamaguchi Spectateurs : 4 689 Arbitrage : Takuto Okabe | Stade Ishin Me-Life, Yamaguchi Spectateurs : 4 689 Arbitrage : Takuto Okabe |
| 9 avril 2025 19h00 UTC+09:00 | Furukawa 77e · Okuyama 97e                      | Rapport                 | 62e Tsukui · 100e Ceará ·        | Stade Ishin Me-Life, Yamaguchi Spectateurs : 4 689 Arbitrage : Takuto Okabe | Stade Ishin Me-Life, Yamaguchi Spectateurs : 4 689 Arbitrage : Takuto Okabe |
| 9 avril 2025 19h00 UTC+09:00 | Furukawa · Yamamoto · Naruoka · Noyori · Tanabe | Tirs au but 5 - 3       | Ceará · Shibasaki · Ueda · Koike | Stade Ishin Me-Life, Yamaguchi Spectateurs : 4 689 Arbitrage : Takuto Okabe | Stade Ishin Me-Life, Yamaguchi Spectateurs : 4 689 Arbitrage : Takuto Okabe |

| 2e tour                       | Fukushima United (J3)   | 2 - 3   | Kashiwa Reysol (J1)                |                                                                          |                                                                          |
| 16 avril 2025 19h00 UTC+09:00 | Kiichi Yajima 45e 45+2e | (2 - 2) | 5e Diego · 19e Toshima · 84e Watai | Stade Toho, Fukushima Spectateurs : 1 808 Arbitrage : Koichiro Fukushima | Stade Toho, Fukushima Spectateurs : 1 808 Arbitrage : Koichiro Fukushima |
| 16 avril 2025 19h00 UTC+09:00 | Yui 56e                 | Rapport | 44e Toshima · 74e Shirai           | Stade Toho, Fukushima Spectateurs : 1 808 Arbitrage : Koichiro Fukushima | Stade Toho, Fukushima Spectateurs : 1 808 Arbitrage : Koichiro Fukushima |

| Finale du Groupe            | Renofa Yamaguchi (J2) | 0 - 2   | Kashiwa Reysol (J1) |                                                                               |                                                                               |
| 21 mai 2025 19h00 UTC+09:00 |                       | (0 - 0) | 69e Nakagawa        | Stade Ishin Me-Life, Yamaguchi Spectateurs : 3 345 Arbitrage : Hayato Shimizu | Stade Ishin Me-Life, Yamaguchi Spectateurs : 3 345 Arbitrage : Hayato Shimizu |
| 21 mai 2025 19h00 UTC+09:00 |                       | Rapport | 16e Nakagawa        | Stade Ishin Me-Life, Yamaguchi Spectateurs : 3 345 Arbitrage : Hayato Shimizu | Stade Ishin Me-Life, Yamaguchi Spectateurs : 3 345 Arbitrage : Hayato Shimizu |

### Groupe 4
|  | 1er tour                                  | 1er tour                               | 1er tour                               | 1er tour                               |                          |                          | 2e tour                                | 2e tour                                | 2e tour                                | 2e tour                                |  |  | Finale du Groupe                            | Finale du Groupe                            | Finale du Groupe                            | Finale du Groupe                            |
|  |                                           |                                        |                                        |                                        |                          |                          |                                        |                                        |                                        |                                        |  |  |                                             |                                             |                                             |                                             |
|  | 26 mars 2025 - Sunpro Alwin, Matsumoto    | 26 mars 2025 - Sunpro Alwin, Matsumoto | 26 mars 2025 - Sunpro Alwin, Matsumoto | 26 mars 2025 - Sunpro Alwin, Matsumoto |                          |                          | 9 avril 2025 - Sunpro Alwin, Matsumoto | 9 avril 2025 - Sunpro Alwin, Matsumoto | 9 avril 2025 - Sunpro Alwin, Matsumoto | 9 avril 2025 - Sunpro Alwin, Matsumoto |  |  | 21 mai 2025 - Stade Denka Big Swan, Niigata | 21 mai 2025 - Stade Denka Big Swan, Niigata | 21 mai 2025 - Stade Denka Big Swan, Niigata | 21 mai 2025 - Stade Denka Big Swan, Niigata |
|  | 26 mars 2025 - Sunpro Alwin, Matsumoto    | 26 mars 2025 - Sunpro Alwin, Matsumoto | 26 mars 2025 - Sunpro Alwin, Matsumoto | 26 mars 2025 - Sunpro Alwin, Matsumoto |                          |                          | 9 avril 2025 - Sunpro Alwin, Matsumoto | 9 avril 2025 - Sunpro Alwin, Matsumoto | 9 avril 2025 - Sunpro Alwin, Matsumoto | 9 avril 2025 - Sunpro Alwin, Matsumoto |  |  | 21 mai 2025 - Stade Denka Big Swan, Niigata | 21 mai 2025 - Stade Denka Big Swan, Niigata | 21 mai 2025 - Stade Denka Big Swan, Niigata | 21 mai 2025 - Stade Denka Big Swan, Niigata |
|  | Matsumoto Yamaga FC (J3)                  | Matsumoto Yamaga FC (J3)               | 1 ap                                   | 1 ap                                   |                          |                          | 9 avril 2025 - Sunpro Alwin, Matsumoto | 9 avril 2025 - Sunpro Alwin, Matsumoto | 9 avril 2025 - Sunpro Alwin, Matsumoto | 9 avril 2025 - Sunpro Alwin, Matsumoto |  |  | 21 mai 2025 - Stade Denka Big Swan, Niigata | 21 mai 2025 - Stade Denka Big Swan, Niigata | 21 mai 2025 - Stade Denka Big Swan, Niigata | 21 mai 2025 - Stade Denka Big Swan, Niigata |
|  | Matsumoto Yamaga FC (J3)                  | Matsumoto Yamaga FC (J3)               | 1 ap                                   | 1 ap                                   |                          |                          | 9 avril 2025 - Sunpro Alwin, Matsumoto | 9 avril 2025 - Sunpro Alwin, Matsumoto | 9 avril 2025 - Sunpro Alwin, Matsumoto | 9 avril 2025 - Sunpro Alwin, Matsumoto |  |  | 21 mai 2025 - Stade Denka Big Swan, Niigata | 21 mai 2025 - Stade Denka Big Swan, Niigata | 21 mai 2025 - Stade Denka Big Swan, Niigata | 21 mai 2025 - Stade Denka Big Swan, Niigata |
|  | Sagan Tosu (J2)                           | Sagan Tosu (J2)                        | 0                                      | 0                                      |                          |                          | 9 avril 2025 - Sunpro Alwin, Matsumoto | 9 avril 2025 - Sunpro Alwin, Matsumoto | 9 avril 2025 - Sunpro Alwin, Matsumoto | 9 avril 2025 - Sunpro Alwin, Matsumoto |  |  | 21 mai 2025 - Stade Denka Big Swan, Niigata | 21 mai 2025 - Stade Denka Big Swan, Niigata | 21 mai 2025 - Stade Denka Big Swan, Niigata | 21 mai 2025 - Stade Denka Big Swan, Niigata |
|  | Sagan Tosu (J2)                           | Sagan Tosu (J2)                        | 0                                      | 0                                      | Matsumoto Yamaga FC (J3) | Matsumoto Yamaga FC (J3) | 0                                      | 0                                      |                                        |                                        |  |  | 21 mai 2025 - Stade Denka Big Swan, Niigata | 21 mai 2025 - Stade Denka Big Swan, Niigata | 21 mai 2025 - Stade Denka Big Swan, Niigata | 21 mai 2025 - Stade Denka Big Swan, Niigata |
|  | 20 mars 2025 - Stade Prifoods, Hachinohe  |                                        |                                        |                                        | Matsumoto Yamaga FC (J3) | Matsumoto Yamaga FC (J3) | 0                                      | 0                                      |                                        |                                        |  |  | 21 mai 2025 - Stade Denka Big Swan, Niigata | 21 mai 2025 - Stade Denka Big Swan, Niigata | 21 mai 2025 - Stade Denka Big Swan, Niigata | 21 mai 2025 - Stade Denka Big Swan, Niigata |
|  |                                           |                                        | Albirex Niigata (J1)                   | Albirex Niigata (J1)                   | 2                        | 2                        |                                        |                                        |                                        |                                        |  |  | 21 mai 2025 - Stade Denka Big Swan, Niigata | 21 mai 2025 - Stade Denka Big Swan, Niigata | 21 mai 2025 - Stade Denka Big Swan, Niigata | 21 mai 2025 - Stade Denka Big Swan, Niigata |
|  | Vanraure Hachinohe (J3)                   | Vanraure Hachinohe (J3)                | Albirex Niigata (J1)                   | Albirex Niigata (J1)                   | 2                        | 2                        | 1 ap(2)                                | 1 ap(2)                                |                                        |                                        |  |  | 21 mai 2025 - Stade Denka Big Swan, Niigata | 21 mai 2025 - Stade Denka Big Swan, Niigata | 21 mai 2025 - Stade Denka Big Swan, Niigata | 21 mai 2025 - Stade Denka Big Swan, Niigata |
|  | Vanraure Hachinohe (J3)                   | Vanraure Hachinohe (J3)                | 16 avril 2025 - Stade Soyu, Akita      |                                        |                          |                          | 1 ap(2)                                | 1 ap(2)                                |                                        |                                        |  |  | 21 mai 2025 - Stade Denka Big Swan, Niigata | 21 mai 2025 - Stade Denka Big Swan, Niigata | 21 mai 2025 - Stade Denka Big Swan, Niigata | 21 mai 2025 - Stade Denka Big Swan, Niigata |
|  | Albirex Niigata (J1)                      | Albirex Niigata (J1)                   | 1 tab(4)                               | 1 tab(4)                               |                          |                          |                                        |                                        |                                        |                                        |  |  | 21 mai 2025 - Stade Denka Big Swan, Niigata | 21 mai 2025 - Stade Denka Big Swan, Niigata | 21 mai 2025 - Stade Denka Big Swan, Niigata | 21 mai 2025 - Stade Denka Big Swan, Niigata |
|  | Albirex Niigata (J1)                      | Albirex Niigata (J1)                   | 1 tab(4)                               | 1 tab(4)                               | Albirex Niigata (J1)     | Albirex Niigata (J1)     | 0                                      | 0                                      |                                        |                                        |  |  |                                             |                                             |                                             |                                             |
|  | 26 mars 2025 - Stade Ningineer, Matsuyama |                                        |                                        |                                        | Albirex Niigata (J1)     | Albirex Niigata (J1)     | 0                                      | 0                                      |                                        |                                        |  |  |                                             |                                             |                                             |                                             |
|  |                                           |                                        | Tokyo Verdy (J1)                       | Tokyo Verdy (J1)                       | 2                        | 2                        |                                        |                                        |                                        |                                        |  |  |                                             |                                             |                                             |                                             |
|  | Ehime FC (J3)                             | Ehime FC (J3)                          | Tokyo Verdy (J1)                       | Tokyo Verdy (J1)                       | 2                        | 2                        | 0                                      | 0                                      |                                        |                                        |  |  |                                             |                                             |                                             |                                             |
|  | Ehime FC (J3)                             | Ehime FC (J3)                          |                                        |                                        |                          |                          |                                        |                                        |                                        |                                        |  |  |                                             |                                             |                                             |                                             |
|  | Blaublitz Akita (J2)                      | Blaublitz Akita (J2)                   | 2                                      | 2                                      |                          |                          |                                        |                                        |                                        |                                        |  |  |                                             |                                             |                                             |                                             |
|  | Blaublitz Akita (J2)                      | Blaublitz Akita (J2)                   | 2                                      | 2                                      | Blaublitz Akita (J2)     | Blaublitz Akita (J2)     | 1                                      | 1                                      |                                        |                                        |  |  |                                             |                                             |                                             |                                             |
|  | 20 mars 2025 - Stade Nagano U, Nagano     |                                        |                                        |                                        | Blaublitz Akita (J2)     | Blaublitz Akita (J2)     | 1                                      | 1                                      |                                        |                                        |  |  |                                             |                                             |                                             |                                             |
|  |                                           |                                        | Tokyo Verdy (J1)                       | Tokyo Verdy (J1)                       | 2 ap                     | 2 ap                     |                                        |                                        |                                        |                                        |  |  |                                             |                                             |                                             |                                             |
|  | AC Nagano Parceiro (J3)                   | AC Nagano Parceiro (J3)                | Tokyo Verdy (J1)                       | Tokyo Verdy (J1)                       | 2 ap                     | 2 ap                     | 0 ap(4)                                | 0 ap(4)                                |                                        |                                        |  |  |                                             |                                             |                                             |                                             |
|  | AC Nagano Parceiro (J3)                   | AC Nagano Parceiro (J3)                |                                        |                                        |                          |                          |                                        | 0 ap(4)                                |                                        |                                        |  |  |                                             |                                             |                                             |                                             |
|  | Tokyo Verdy (J1)                          | Tokyo Verdy (J1)                       | 0 tab(5)                               | 0 tab(5)                               |                          |                          |                                        |                                        |                                        |                                        |  |  |                                             |                                             |                                             |                                             |
|  | Tokyo Verdy (J1)                          | Tokyo Verdy (J1)                       | 0 tab(5)                               | 0 tab(5)                               |                          |                          |                                        |                                        |                                        |                                        |  |  |                                             |                                             |                                             |                                             |
|  |                                           |                                        |                                        |                                        |                          |                          |                                        |                                        |                                        |                                        |  |  |                                             |                                             |                                             |                                             |

| 1er tour                     | AC Nagano Parceiro (J3)                           | 0 - 0 ap 4 - 5 t. a. b. | Tokyo Verdy (J1)                                                  |                                                                    |                                                                    |
| 20 mars 2025 14h00 UTC+09:00 |                                                   | (0 - 0, 0 - 0, 0 - 0)   |                                                                   | Stade Nagano U, Nagano Spectateurs : 5 976 Arbitrage : Elliot Bell | Stade Nagano U, Nagano Spectateurs : 5 976 Arbitrage : Elliot Bell |
| 20 mars 2025 14h00 UTC+09:00 | Ishii 64e · Shin 114e                             | Rapport                 | 2e Hayashi · 105e Matsuhashi ·                                    | Stade Nagano U, Nagano Spectateurs : 5 976 Arbitrage : Elliot Bell | Stade Nagano U, Nagano Spectateurs : 5 976 Arbitrage : Elliot Bell |
| 20 mars 2025 14h00 UTC+09:00 | Anda · Hasegawa · Ito · Kondo · Yamanaka · Tomita | Tirs au but 4 - 5       | Shirai · Saito · Meshino · Onaga · Taniguchi · Matsuhashi · Inami | Stade Nagano U, Nagano Spectateurs : 5 976 Arbitrage : Elliot Bell | Stade Nagano U, Nagano Spectateurs : 5 976 Arbitrage : Elliot Bell |

| 1er tour                     | Ehime FC (J3)            | 0 - 2   | Blaublitz Akita (J2)           |                                                                           |                                                                           |
| 26 mars 2025 19h00 UTC+09:00 |                          | (0 - 1) | 43e Suzuki · 82e (csc) Scalese | Stade Ningineer, Matsuyama Spectateurs : 1 701 Arbitrage : Keigo Sendachi | Stade Ningineer, Matsuyama Spectateurs : 1 701 Arbitrage : Keigo Sendachi |
| 26 mars 2025 19h00 UTC+09:00 | Scalese 29e · Hosoya 90e | Rapport |                                | Stade Ningineer, Matsuyama Spectateurs : 1 701 Arbitrage : Keigo Sendachi | Stade Ningineer, Matsuyama Spectateurs : 1 701 Arbitrage : Keigo Sendachi |

| 1er tour                     | Vanraure Hachinohe (J3)       | 1 - 1 ap 2 - 4 t. a. b. | Albirex Niigata (J1)                         |                                                                          |                                                                          |
| 20 mars 2025 13h00 UTC+09:00 | Chikaishi 44e                 | (1 - 1, 1 - 1, 1 - 1)   | 8e Komi                                      | Stade Prifoods, Hachinohe Spectateurs : 3 124 Arbitrage : Yudai Yamamoto | Stade Prifoods, Hachinohe Spectateurs : 3 124 Arbitrage : Yudai Yamamoto |
| 20 mars 2025 13h00 UTC+09:00 | Sawakami 36e · Yukie 97e      | Rapport                 | 105+1e Mori · 112e Ota ·                     | Stade Prifoods, Hachinohe Spectateurs : 3 124 Arbitrage : Yudai Yamamoto | Stade Prifoods, Hachinohe Spectateurs : 3 124 Arbitrage : Yudai Yamamoto |
| 20 mars 2025 13h00 UTC+09:00 | Nakano · Senoo · Sato · Yukie | Tirs au but 2 - 4       | Takagi · Ota · Akiyama · Miyamoto · Horigome | Stade Prifoods, Hachinohe Spectateurs : 3 124 Arbitrage : Yudai Yamamoto | Stade Prifoods, Hachinohe Spectateurs : 3 124 Arbitrage : Yudai Yamamoto |

| 1er tour                     | Matsumoto Yamaga FC (J3)   | 1 - 0 ap              | Sagan Tosu (J2)                    |                                                                       |                                                                       |
| 26 mars 2025 19h00 UTC+09:00 | Tanaka 94e (pen.)          | (0 - 0, 0 - 0, 0 - 0) |                                    | Sunpro Alwin, Matsumoto Spectateurs : 3 891 Arbitrage : Daichi Shiino | Sunpro Alwin, Matsumoto Spectateurs : 3 891 Arbitrage : Daichi Shiino |
| 26 mars 2025 19h00 UTC+09:00 | Santana 27e · Inafuku 108e | Rapport               | 78e Hirase · 90+4e Vykintas Slivka | Sunpro Alwin, Matsumoto Spectateurs : 3 891 Arbitrage : Daichi Shiino | Sunpro Alwin, Matsumoto Spectateurs : 3 891 Arbitrage : Daichi Shiino |

| 2e tour                       | Blaublitz Akita (J2) | 1 - 2 ap              | Tokyo Verdy (J1)           |                                                                  |                                                                  |
| 16 avril 2025 19h00 UTC+09:00 | Ishida 33e           | (1 - 0, 1 - 1, 1 - 1) | 90+3e Kimura · 118e Fukuda | Stade Soyu, Akita Spectateurs : 1 519 Arbitrage : Hayato Shimizu | Stade Soyu, Akita Spectateurs : 1 519 Arbitrage : Hayato Shimizu |
| 16 avril 2025 19h00 UTC+09:00 | Nagai 16e            | Rapport               | 90+4e Taniguchi            | Stade Soyu, Akita Spectateurs : 1 519 Arbitrage : Hayato Shimizu | Stade Soyu, Akita Spectateurs : 1 519 Arbitrage : Hayato Shimizu |

| 2e tour                      | Matsumoto Yamaga FC (J3) | 0 - 2   | Albirex Niigata (J1)    |                                                                      |                                                                      |
| 9 avril 2025 19h00 UTC+09:00 |                          | (0 - 1) | 19e Kasai · 63e Okumura | Sunpro Alwin, Matsumoto Spectateurs : 4 650 Arbitrage : Naoto Uehara | Sunpro Alwin, Matsumoto Spectateurs : 4 650 Arbitrage : Naoto Uehara |
| 9 avril 2025 19h00 UTC+09:00 | Saso 27e                 | Rapport | 87e Takagi              | Sunpro Alwin, Matsumoto Spectateurs : 4 650 Arbitrage : Naoto Uehara | Sunpro Alwin, Matsumoto Spectateurs : 4 650 Arbitrage : Naoto Uehara |

| Finale du Groupe            | Albirex Niigata (J1) | 0 - 2   | Tokyo Verdy (J1)         |                                                                             |                                                                             |
| 21 mai 2025 19h00 UTC+09:00 |                      | (0 - 2) | 7e Kimura · 32e Kawasaki | Stade Denka Big Swan, Niigata Spectateurs : 8 416 Arbitrage : Koki Nagamine | Stade Denka Big Swan, Niigata Spectateurs : 8 416 Arbitrage : Koki Nagamine |
| 21 mai 2025 19h00 UTC+09:00 | Chiba 75e            | Rapport |                          | Stade Denka Big Swan, Niigata Spectateurs : 8 416 Arbitrage : Koki Nagamine | Stade Denka Big Swan, Niigata Spectateurs : 8 416 Arbitrage : Koki Nagamine |

### Groupe 5
|  | 1er tour                                          | 1er tour                                         | 1er tour                                         | 1er tour                                         |                       |                       | 2e tour                                             | 2e tour                                             | 2e tour                                             | 2e tour                                             |  |  | Finale du Groupe                                   | Finale du Groupe                                   | Finale du Groupe                                   | Finale du Groupe                                   |
|  |                                                   |                                                  |                                                  |                                                  |                       |                       |                                                     |                                                     |                                                     |                                                     |  |  |                                                    |                                                    |                                                    |                                                    |
|  | 26 mars 2025 - Stade Shoda Shoyu Gunma, Maebashi  | 26 mars 2025 - Stade Shoda Shoyu Gunma, Maebashi | 26 mars 2025 - Stade Shoda Shoyu Gunma, Maebashi | 26 mars 2025 - Stade Shoda Shoyu Gunma, Maebashi |                       |                       | 9 avril 2025 - Stade Transcosmos Nagasaki, Nagasaki | 9 avril 2025 - Stade Transcosmos Nagasaki, Nagasaki | 9 avril 2025 - Stade Transcosmos Nagasaki, Nagasaki | 9 avril 2025 - Stade Transcosmos Nagasaki, Nagasaki |  |  | 21 mai 2025 - Stade Lemon Gas Hiratsuka, Hiratsuka | 21 mai 2025 - Stade Lemon Gas Hiratsuka, Hiratsuka | 21 mai 2025 - Stade Lemon Gas Hiratsuka, Hiratsuka | 21 mai 2025 - Stade Lemon Gas Hiratsuka, Hiratsuka |
|  | 26 mars 2025 - Stade Shoda Shoyu Gunma, Maebashi  | 26 mars 2025 - Stade Shoda Shoyu Gunma, Maebashi | 26 mars 2025 - Stade Shoda Shoyu Gunma, Maebashi | 26 mars 2025 - Stade Shoda Shoyu Gunma, Maebashi |                       |                       | 9 avril 2025 - Stade Transcosmos Nagasaki, Nagasaki | 9 avril 2025 - Stade Transcosmos Nagasaki, Nagasaki | 9 avril 2025 - Stade Transcosmos Nagasaki, Nagasaki | 9 avril 2025 - Stade Transcosmos Nagasaki, Nagasaki |  |  | 21 mai 2025 - Stade Lemon Gas Hiratsuka, Hiratsuka | 21 mai 2025 - Stade Lemon Gas Hiratsuka, Hiratsuka | 21 mai 2025 - Stade Lemon Gas Hiratsuka, Hiratsuka | 21 mai 2025 - Stade Lemon Gas Hiratsuka, Hiratsuka |
|  | Thespa Gunma (J3)                                 | Thespa Gunma (J3)                                | 1                                                | 1                                                |                       |                       | 9 avril 2025 - Stade Transcosmos Nagasaki, Nagasaki | 9 avril 2025 - Stade Transcosmos Nagasaki, Nagasaki | 9 avril 2025 - Stade Transcosmos Nagasaki, Nagasaki | 9 avril 2025 - Stade Transcosmos Nagasaki, Nagasaki |  |  | 21 mai 2025 - Stade Lemon Gas Hiratsuka, Hiratsuka | 21 mai 2025 - Stade Lemon Gas Hiratsuka, Hiratsuka | 21 mai 2025 - Stade Lemon Gas Hiratsuka, Hiratsuka | 21 mai 2025 - Stade Lemon Gas Hiratsuka, Hiratsuka |
|  | Thespa Gunma (J3)                                 | Thespa Gunma (J3)                                | 1                                                | 1                                                |                       |                       | 9 avril 2025 - Stade Transcosmos Nagasaki, Nagasaki | 9 avril 2025 - Stade Transcosmos Nagasaki, Nagasaki | 9 avril 2025 - Stade Transcosmos Nagasaki, Nagasaki | 9 avril 2025 - Stade Transcosmos Nagasaki, Nagasaki |  |  | 21 mai 2025 - Stade Lemon Gas Hiratsuka, Hiratsuka | 21 mai 2025 - Stade Lemon Gas Hiratsuka, Hiratsuka | 21 mai 2025 - Stade Lemon Gas Hiratsuka, Hiratsuka | 21 mai 2025 - Stade Lemon Gas Hiratsuka, Hiratsuka |
|  | V-Varen Nagasaki (J2)                             | V-Varen Nagasaki (J2)                            | 4                                                | 4                                                |                       |                       | 9 avril 2025 - Stade Transcosmos Nagasaki, Nagasaki | 9 avril 2025 - Stade Transcosmos Nagasaki, Nagasaki | 9 avril 2025 - Stade Transcosmos Nagasaki, Nagasaki | 9 avril 2025 - Stade Transcosmos Nagasaki, Nagasaki |  |  | 21 mai 2025 - Stade Lemon Gas Hiratsuka, Hiratsuka | 21 mai 2025 - Stade Lemon Gas Hiratsuka, Hiratsuka | 21 mai 2025 - Stade Lemon Gas Hiratsuka, Hiratsuka | 21 mai 2025 - Stade Lemon Gas Hiratsuka, Hiratsuka |
|  | V-Varen Nagasaki (J2)                             | V-Varen Nagasaki (J2)                            | 4                                                | 4                                                | V-Varen Nagasaki (J2) | V-Varen Nagasaki (J2) | 1                                                   | 1                                                   |                                                     |                                                     |  |  | 21 mai 2025 - Stade Lemon Gas Hiratsuka, Hiratsuka | 21 mai 2025 - Stade Lemon Gas Hiratsuka, Hiratsuka | 21 mai 2025 - Stade Lemon Gas Hiratsuka, Hiratsuka | 21 mai 2025 - Stade Lemon Gas Hiratsuka, Hiratsuka |
|  | 20 mars 2025 - Stade Ishikawa Athletics, Kanazawa |                                                  |                                                  |                                                  | V-Varen Nagasaki (J2) | V-Varen Nagasaki (J2) | 1                                                   | 1                                                   |                                                     |                                                     |  |  | 21 mai 2025 - Stade Lemon Gas Hiratsuka, Hiratsuka | 21 mai 2025 - Stade Lemon Gas Hiratsuka, Hiratsuka | 21 mai 2025 - Stade Lemon Gas Hiratsuka, Hiratsuka | 21 mai 2025 - Stade Lemon Gas Hiratsuka, Hiratsuka |
|  |                                                   |                                                  | Shonan Bellmare (J1)                             | Shonan Bellmare (J1)                             | 2 ap                  | 2 ap                  |                                                     |                                                     |                                                     |                                                     |  |  | 21 mai 2025 - Stade Lemon Gas Hiratsuka, Hiratsuka | 21 mai 2025 - Stade Lemon Gas Hiratsuka, Hiratsuka | 21 mai 2025 - Stade Lemon Gas Hiratsuka, Hiratsuka | 21 mai 2025 - Stade Lemon Gas Hiratsuka, Hiratsuka |
|  | Zweigen Kanazawa (J3)                             | Zweigen Kanazawa (J3)                            | Shonan Bellmare (J1)                             | Shonan Bellmare (J1)                             | 2 ap                  | 2 ap                  | 0                                                   | 0                                                   |                                                     |                                                     |  |  | 21 mai 2025 - Stade Lemon Gas Hiratsuka, Hiratsuka | 21 mai 2025 - Stade Lemon Gas Hiratsuka, Hiratsuka | 21 mai 2025 - Stade Lemon Gas Hiratsuka, Hiratsuka | 21 mai 2025 - Stade Lemon Gas Hiratsuka, Hiratsuka |
|  | Zweigen Kanazawa (J3)                             | Zweigen Kanazawa (J3)                            | 16 avril 2025 - Stade NACK5 Omiya, Saitama       |                                                  |                       |                       | 0                                                   | 0                                                   |                                                     |                                                     |  |  | 21 mai 2025 - Stade Lemon Gas Hiratsuka, Hiratsuka | 21 mai 2025 - Stade Lemon Gas Hiratsuka, Hiratsuka | 21 mai 2025 - Stade Lemon Gas Hiratsuka, Hiratsuka | 21 mai 2025 - Stade Lemon Gas Hiratsuka, Hiratsuka |
|  | Shonan Bellmare (J1)                              | Shonan Bellmare (J1)                             | 1                                                | 1                                                |                       |                       |                                                     |                                                     |                                                     |                                                     |  |  | 21 mai 2025 - Stade Lemon Gas Hiratsuka, Hiratsuka | 21 mai 2025 - Stade Lemon Gas Hiratsuka, Hiratsuka | 21 mai 2025 - Stade Lemon Gas Hiratsuka, Hiratsuka | 21 mai 2025 - Stade Lemon Gas Hiratsuka, Hiratsuka |
|  | Shonan Bellmare (J1)                              | Shonan Bellmare (J1)                             | 1                                                | 1                                                | Shonan Bellmare (J1)  | Shonan Bellmare (J1)  | 1                                                   | 1                                                   |                                                     |                                                     |  |  |                                                    |                                                    |                                                    |                                                    |
|  | 26 mars 2025 - Stade NACK5 Omiya, Saitama         |                                                  |                                                  |                                                  | Shonan Bellmare (J1)  | Shonan Bellmare (J1)  | 1                                                   | 1                                                   |                                                     |                                                     |  |  |                                                    |                                                    |                                                    |                                                    |
|  |                                                   |                                                  | FC Tokyo (J1)                                    | FC Tokyo (J1)                                    | 0                     | 0                     |                                                     |                                                     |                                                     |                                                     |  |  |                                                    |                                                    |                                                    |                                                    |
|  | RB Omiya Ardija (J2)                              | RB Omiya Ardija (J2)                             | FC Tokyo (J1)                                    | FC Tokyo (J1)                                    | 0                     | 0                     | 3 tab(7)                                            | 3 tab(7)                                            |                                                     |                                                     |  |  |                                                    |                                                    |                                                    |                                                    |
|  | RB Omiya Ardija (J2)                              | RB Omiya Ardija (J2)                             |                                                  |                                                  |                       |                       |                                                     |                                                     |                                                     |                                                     |  |  |                                                    |                                                    |                                                    |                                                    |
|  | Iwaki FC (J2)                                     | Iwaki FC (J2)                                    | 3 ap(6)                                          | 3 ap(6)                                          |                       |                       |                                                     |                                                     |                                                     |                                                     |  |  |                                                    |                                                    |                                                    |                                                    |
|  | Iwaki FC (J2)                                     | Iwaki FC (J2)                                    | 3 ap(6)                                          | 3 ap(6)                                          | RB Omiya Ardija (J2)  | RB Omiya Ardija (J2)  | 1                                                   | 1                                                   |                                                     |                                                     |  |  |                                                    |                                                    |                                                    |                                                    |
|  | 20 mars 2025 - Rohto Field Nara, Nara             |                                                  |                                                  |                                                  | RB Omiya Ardija (J2)  | RB Omiya Ardija (J2)  | 1                                                   | 1                                                   |                                                     |                                                     |  |  |                                                    |                                                    |                                                    |                                                    |
|  |                                                   |                                                  | FC Tokyo (J1)                                    | FC Tokyo (J1)                                    | 3 ap                  | 3 ap                  |                                                     |                                                     |                                                     |                                                     |  |  |                                                    |                                                    |                                                    |                                                    |
|  | Nara Club (J3)                                    | Nara Club (J3)                                   | FC Tokyo (J1)                                    | FC Tokyo (J1)                                    | 3 ap                  | 3 ap                  | 0                                                   | 0                                                   |                                                     |                                                     |  |  |                                                    |                                                    |                                                    |                                                    |
|  | Nara Club (J3)                                    | Nara Club (J3)                                   |                                                  |                                                  |                       |                       |                                                     | 0                                                   |                                                     |                                                     |  |  |                                                    |                                                    |                                                    |                                                    |
|  | FC Tokyo (J1)                                     | FC Tokyo (J1)                                    | 1                                                | 1                                                |                       |                       |                                                     |                                                     |                                                     |                                                     |  |  |                                                    |                                                    |                                                    |                                                    |
|  | FC Tokyo (J1)                                     | FC Tokyo (J1)                                    | 1                                                | 1                                                |                       |                       |                                                     |                                                     |                                                     |                                                     |  |  |                                                    |                                                    |                                                    |                                                    |
|  |                                                   |                                                  |                                                  |                                                  |                       |                       |                                                     |                                                     |                                                     |                                                     |  |  |                                                    |                                                    |                                                    |                                                    |

| 1er tour                     | Nara Club (J3)             | 0 - 1   | FC Tokyo (J1) |                                                                        |                                                                        |
| 20 mars 2025 14h00 UTC+09:00 |                            | (0 - 0) | 90+5e Anzai   | Rohto Field Nara, Nara Spectateurs : 4 497 Arbitrage : Yoshiro Imamura | Rohto Field Nara, Nara Spectateurs : 4 497 Arbitrage : Yoshiro Imamura |
| 20 mars 2025 14h00 UTC+09:00 | Tsunami 53e · Kawatani 75e | Rapport |               | Rohto Field Nara, Nara Spectateurs : 4 497 Arbitrage : Yoshiro Imamura | Rohto Field Nara, Nara Spectateurs : 4 497 Arbitrage : Yoshiro Imamura |

| 1er tour                     | RB Omiya Ardija (J2)                                                        | 3 - 3 ap 7 - 6 t. a. b. | Iwaki FC (J2)                                                                  |                                                                                |                                                                                |
| 26 mars 2025 19h00 UTC+09:00 | Sunday 40e · Urakami 89e · Tomiyama                                         | (1 - 1, 2 - 2, 3 - 3)   | 16e 58e Ishiwatari · 102e Kase                                                 | Stade NACK5 Omiya, Saitama Spectateurs : 4 850 Arbitrage : Yoshikazu Matsuzawa | Stade NACK5 Omiya, Saitama Spectateurs : 4 850 Arbitrage : Yoshikazu Matsuzawa |
| 26 mars 2025 19h00 UTC+09:00 | Murakami 32e · Sunday 45+2e · Ishikawa 62e · González 73e                   | Rapport                 | 52e Igarashi · 118e Shibata ·                                                  | Stade NACK5 Omiya, Saitama Spectateurs : 4 850 Arbitrage : Yoshikazu Matsuzawa | Stade NACK5 Omiya, Saitama Spectateurs : 4 850 Arbitrage : Yoshikazu Matsuzawa |
| 26 mars 2025 19h00 UTC+09:00 | Abe · González · Tomiyama · Nakano · Urakami · Ishikawa · Fukui · Yasumitsu | Tirs au but 7 - 6       | Ishiwatari · Kofie · Shibata · Sakagishi · Yamada · Yamauchi · Sakamoto · Kato | Stade NACK5 Omiya, Saitama Spectateurs : 4 850 Arbitrage : Yoshikazu Matsuzawa | Stade NACK5 Omiya, Saitama Spectateurs : 4 850 Arbitrage : Yoshikazu Matsuzawa |

| 1er tour                     | Zweigen Kanazawa (J3) | 0 - 1   | Shonan Bellmare (J1) |                                                                                   |                                                                                   |
| 20 mars 2025 14h00 UTC+09:00 |                       | (0 - 0) | 75e (csc) Mori       | Stade Ishikawa Athletics, Kanazawa Spectateurs : 3 318 Arbitrage : Harrison Blair | Stade Ishikawa Athletics, Kanazawa Spectateurs : 3 318 Arbitrage : Harrison Blair |
| 20 mars 2025 14h00 UTC+09:00 |                       | Rapport | 37e Hata             | Stade Ishikawa Athletics, Kanazawa Spectateurs : 3 318 Arbitrage : Harrison Blair | Stade Ishikawa Athletics, Kanazawa Spectateurs : 3 318 Arbitrage : Harrison Blair |

| 1er tour                     | Thespa Gunma (J3)                             | 1 - 4 ap              | V-Varen Nagasaki (J2)                               |                                                                              |                                                                              |
| 26 mars 2025 19h00 UTC+09:00 | Onozeki 43e                                   | (1 - 0, 1 - 1, 1 - 2) | 84e 112e Guilherme · 97e (csc) Nose · 109e Masuyama | Stade Shoda Shoyu Gunma, Maebashi Spectateurs : 1 440 Arbitrage : Reo Tanaka | Stade Shoda Shoyu Gunma, Maebashi Spectateurs : 1 440 Arbitrage : Reo Tanaka |
| 26 mars 2025 19h00 UTC+09:00 | Kikuchi 13e · Yamanaka 90+1e · Takahashi 105e | Rapport               | 63e Yamasaki · 65e Masuyama                         | Stade Shoda Shoyu Gunma, Maebashi Spectateurs : 1 440 Arbitrage : Reo Tanaka | Stade Shoda Shoyu Gunma, Maebashi Spectateurs : 1 440 Arbitrage : Reo Tanaka |

| 2e tour                       | RB Omiya Ardija (J2) | 1 - 3 ap              | FC Tokyo (J1)                                             |                                                                         |                                                                         |
| 16 avril 2025 16h00 UTC+09:00 | Sugimoto 82e         | (0 - 0, 1 - 1, 1 - 3) | 56e 98e 105+1e Ryan                                       | Stade NACK5 Omiya, Saitama Spectateurs : 8 001 Arbitrage : Shu Kawamata | Stade NACK5 Omiya, Saitama Spectateurs : 8 001 Arbitrage : Shu Kawamata |
| 16 avril 2025 16h00 UTC+09:00 |                      | Rapport               | 53e Nagatomo · 106e Hashimoto · 110e Kimoto · 119e Hatano | Stade NACK5 Omiya, Saitama Spectateurs : 8 001 Arbitrage : Shu Kawamata | Stade NACK5 Omiya, Saitama Spectateurs : 8 001 Arbitrage : Shu Kawamata |

| 2e tour                      | V-Varen Nagasaki (J2)                      | 1 - 2 ap              | Shonan Bellmare (J1)       |                                                                                      |                                                                                      |
| 9 avril 2025 19h00 UTC+09:00 | Nanamure 64e                               | (0 - 1, 1 - 1, 1 - 2) | 34e Phellype · 103e Suzuki | Stade Transcosmos Nagasaki, Nagasaki Spectateurs : 5 848 Arbitrage : Hiroki Kasahara | Stade Transcosmos Nagasaki, Nagasaki Spectateurs : 5 848 Arbitrage : Hiroki Kasahara |
| 9 avril 2025 19h00 UTC+09:00 | Matsumoto 22e · Nishimura 53e · Juanma 61e | Rapport               | 6e Oiwa · 58e Tachi        | Stade Transcosmos Nagasaki, Nagasaki Spectateurs : 5 848 Arbitrage : Hiroki Kasahara | Stade Transcosmos Nagasaki, Nagasaki Spectateurs : 5 848 Arbitrage : Hiroki Kasahara |

| Finale du Groupe            | Shonan Bellmare (J1) | 1 - 0   | FC Tokyo (J1)    |                                                                                         |                                                                                         |
| 21 mai 2025 19h00 UTC+09:00 | Hiraoka 82e          | (0 - 0) |                  | Stade Lemon Gas Hiratsuka, Hiratsuka Spectateurs : 6 490 Arbitrage : Koichiro Fukushima | Stade Lemon Gas Hiratsuka, Hiratsuka Spectateurs : 6 490 Arbitrage : Koichiro Fukushima |
| 21 mai 2025 19h00 UTC+09:00 | Phellype 40e         | Rapport | 50e Oka · 54e Ko | Stade Lemon Gas Hiratsuka, Hiratsuka Spectateurs : 6 490 Arbitrage : Koichiro Fukushima | Stade Lemon Gas Hiratsuka, Hiratsuka Spectateurs : 6 490 Arbitrage : Koichiro Fukushima |

### Groupe 6
|  | 1er tour                                        | 1er tour                                        | 1er tour                                        | 1er tour                                        |                        |                        | 2e tour                                      | 2e tour                                      | 2e tour                                      | 2e tour                                      |  |  | Finale du Groupe                              | Finale du Groupe                              | Finale du Groupe                              | Finale du Groupe                              |
|  |                                                 |                                                 |                                                 |                                                 |                        |                        |                                              |                                              |                                              |                                              |  |  |                                               |                                               |                                               |                                               |
|  | 26 mars 2025 - Stade Shiranami, Stade Shiranami | 26 mars 2025 - Stade Shiranami, Stade Shiranami | 26 mars 2025 - Stade Shiranami, Stade Shiranami | 26 mars 2025 - Stade Shiranami, Stade Shiranami |                        |                        | 9 avril 2025 - Stade Yamagata ND Soft, Tendō | 9 avril 2025 - Stade Yamagata ND Soft, Tendō | 9 avril 2025 - Stade Yamagata ND Soft, Tendō | 9 avril 2025 - Stade Yamagata ND Soft, Tendō |  |  | 21 mai 2025 - Stade Sanga by Kyocera, Kameoka | 21 mai 2025 - Stade Sanga by Kyocera, Kameoka | 21 mai 2025 - Stade Sanga by Kyocera, Kameoka | 21 mai 2025 - Stade Sanga by Kyocera, Kameoka |
|  | 26 mars 2025 - Stade Shiranami, Stade Shiranami | 26 mars 2025 - Stade Shiranami, Stade Shiranami | 26 mars 2025 - Stade Shiranami, Stade Shiranami | 26 mars 2025 - Stade Shiranami, Stade Shiranami |                        |                        | 9 avril 2025 - Stade Yamagata ND Soft, Tendō | 9 avril 2025 - Stade Yamagata ND Soft, Tendō | 9 avril 2025 - Stade Yamagata ND Soft, Tendō | 9 avril 2025 - Stade Yamagata ND Soft, Tendō |  |  | 21 mai 2025 - Stade Sanga by Kyocera, Kameoka | 21 mai 2025 - Stade Sanga by Kyocera, Kameoka | 21 mai 2025 - Stade Sanga by Kyocera, Kameoka | 21 mai 2025 - Stade Sanga by Kyocera, Kameoka |
|  | Kagoshima United (J3)                           | Kagoshima United (J3)                           | 0                                               | 0                                               |                        |                        | 9 avril 2025 - Stade Yamagata ND Soft, Tendō | 9 avril 2025 - Stade Yamagata ND Soft, Tendō | 9 avril 2025 - Stade Yamagata ND Soft, Tendō | 9 avril 2025 - Stade Yamagata ND Soft, Tendō |  |  | 21 mai 2025 - Stade Sanga by Kyocera, Kameoka | 21 mai 2025 - Stade Sanga by Kyocera, Kameoka | 21 mai 2025 - Stade Sanga by Kyocera, Kameoka | 21 mai 2025 - Stade Sanga by Kyocera, Kameoka |
|  | Kagoshima United (J3)                           | Kagoshima United (J3)                           | 0                                               | 0                                               |                        |                        | 9 avril 2025 - Stade Yamagata ND Soft, Tendō | 9 avril 2025 - Stade Yamagata ND Soft, Tendō | 9 avril 2025 - Stade Yamagata ND Soft, Tendō | 9 avril 2025 - Stade Yamagata ND Soft, Tendō |  |  | 21 mai 2025 - Stade Sanga by Kyocera, Kameoka | 21 mai 2025 - Stade Sanga by Kyocera, Kameoka | 21 mai 2025 - Stade Sanga by Kyocera, Kameoka | 21 mai 2025 - Stade Sanga by Kyocera, Kameoka |
|  | Montedio Yamagata (J2)                          | Montedio Yamagata (J2)                          | 2                                               | 2                                               |                        |                        | 9 avril 2025 - Stade Yamagata ND Soft, Tendō | 9 avril 2025 - Stade Yamagata ND Soft, Tendō | 9 avril 2025 - Stade Yamagata ND Soft, Tendō | 9 avril 2025 - Stade Yamagata ND Soft, Tendō |  |  | 21 mai 2025 - Stade Sanga by Kyocera, Kameoka | 21 mai 2025 - Stade Sanga by Kyocera, Kameoka | 21 mai 2025 - Stade Sanga by Kyocera, Kameoka | 21 mai 2025 - Stade Sanga by Kyocera, Kameoka |
|  | Montedio Yamagata (J2)                          | Montedio Yamagata (J2)                          | 2                                               | 2                                               | Montedio Yamagata (J2) | Montedio Yamagata (J2) | 0                                            | 0                                            |                                              |                                              |  |  | 21 mai 2025 - Stade Sanga by Kyocera, Kameoka | 21 mai 2025 - Stade Sanga by Kyocera, Kameoka | 21 mai 2025 - Stade Sanga by Kyocera, Kameoka | 21 mai 2025 - Stade Sanga by Kyocera, Kameoka |
|  | 20 mars 2025 - Stade Axis Bird, Tottori         |                                                 |                                                 |                                                 | Montedio Yamagata (J2) | Montedio Yamagata (J2) | 0                                            | 0                                            |                                              |                                              |  |  | 21 mai 2025 - Stade Sanga by Kyocera, Kameoka | 21 mai 2025 - Stade Sanga by Kyocera, Kameoka | 21 mai 2025 - Stade Sanga by Kyocera, Kameoka | 21 mai 2025 - Stade Sanga by Kyocera, Kameoka |
|  |                                                 |                                                 | Kyoto Sanga (J1)                                | Kyoto Sanga (J1)                                | 1                      | 1                      |                                              |                                              |                                              |                                              |  |  | 21 mai 2025 - Stade Sanga by Kyocera, Kameoka | 21 mai 2025 - Stade Sanga by Kyocera, Kameoka | 21 mai 2025 - Stade Sanga by Kyocera, Kameoka | 21 mai 2025 - Stade Sanga by Kyocera, Kameoka |
|  | Gainare Tottori (J3)                            | Gainare Tottori (J3)                            | Kyoto Sanga (J1)                                | Kyoto Sanga (J1)                                | 1                      | 1                      | 0                                            | 0                                            |                                              |                                              |  |  | 21 mai 2025 - Stade Sanga by Kyocera, Kameoka | 21 mai 2025 - Stade Sanga by Kyocera, Kameoka | 21 mai 2025 - Stade Sanga by Kyocera, Kameoka | 21 mai 2025 - Stade Sanga by Kyocera, Kameoka |
|  | Gainare Tottori (J3)                            | Gainare Tottori (J3)                            | 16 avril 2025 - Stade Imabari Satoyama, Imabari |                                                 |                        |                        | 0                                            | 0                                            |                                              |                                              |  |  | 21 mai 2025 - Stade Sanga by Kyocera, Kameoka | 21 mai 2025 - Stade Sanga by Kyocera, Kameoka | 21 mai 2025 - Stade Sanga by Kyocera, Kameoka | 21 mai 2025 - Stade Sanga by Kyocera, Kameoka |
|  | Kyoto Sanga (J1)                                | Kyoto Sanga (J1)                                | 2                                               | 2                                               |                        |                        |                                              |                                              |                                              |                                              |  |  | 21 mai 2025 - Stade Sanga by Kyocera, Kameoka | 21 mai 2025 - Stade Sanga by Kyocera, Kameoka | 21 mai 2025 - Stade Sanga by Kyocera, Kameoka | 21 mai 2025 - Stade Sanga by Kyocera, Kameoka |
|  | Kyoto Sanga (J1)                                | Kyoto Sanga (J1)                                | 2                                               | 2                                               | Kyoto Sanga (J1)       | Kyoto Sanga (J1)       | 1                                            | 1                                            |                                              |                                              |  |  |                                               |                                               |                                               |                                               |
|  | 9 avril 2025 - Stade Imabari Satoyama, Imabari  |                                                 |                                                 |                                                 | Kyoto Sanga (J1)       | Kyoto Sanga (J1)       | 1                                            | 1                                            |                                              |                                              |  |  |                                               |                                               |                                               |                                               |
|  |                                                 |                                                 | Cerezo Osaka (J1)                               | Cerezo Osaka (J1)                               | 4                      | 4                      |                                              |                                              |                                              |                                              |  |  |                                               |                                               |                                               |                                               |
|  | FC Imabari (J2)                                 | FC Imabari (J2)                                 | Cerezo Osaka (J1)                               | Cerezo Osaka (J1)                               | 4                      | 4                      | 2                                            | 2                                            |                                              |                                              |  |  |                                               |                                               |                                               |                                               |
|  | FC Imabari (J2)                                 | FC Imabari (J2)                                 |                                                 |                                                 |                        |                        |                                              |                                              |                                              |                                              |  |  |                                               |                                               |                                               |                                               |
|  | Tokushima Vortis (J2)                           | Tokushima Vortis (J2)                           | 1                                               | 1                                               |                        |                        |                                              |                                              |                                              |                                              |  |  |                                               |                                               |                                               |                                               |
|  | Tokushima Vortis (J2)                           | Tokushima Vortis (J2)                           | 1                                               | 1                                               | FC Imabari (J2)        | FC Imabari (J2)        | 3                                            | 3                                            |                                              |                                              |  |  |                                               |                                               |                                               |                                               |
|  | 20 mars 2025 - Stade Pikara, Marugame           |                                                 |                                                 |                                                 | FC Imabari (J2)        | FC Imabari (J2)        | 3                                            | 3                                            |                                              |                                              |  |  |                                               |                                               |                                               |                                               |
|  |                                                 |                                                 | Cerezo Osaka (J1)                               | Cerezo Osaka (J1)                               | 4 ap                   | 4 ap                   |                                              |                                              |                                              |                                              |  |  |                                               |                                               |                                               |                                               |
|  | Kamatamare Sanuki (J3)                          | Kamatamare Sanuki (J3)                          | Cerezo Osaka (J1)                               | Cerezo Osaka (J1)                               | 4 ap                   | 4 ap                   | 1                                            | 1                                            |                                              |                                              |  |  |                                               |                                               |                                               |                                               |
|  | Kamatamare Sanuki (J3)                          | Kamatamare Sanuki (J3)                          |                                                 |                                                 |                        |                        |                                              | 1                                            |                                              |                                              |  |  |                                               |                                               |                                               |                                               |
|  | Cerezo Osaka (J1)                               | Cerezo Osaka (J1)                               | 5                                               | 5                                               |                        |                        |                                              |                                              |                                              |                                              |  |  |                                               |                                               |                                               |                                               |
|  | Cerezo Osaka (J1)                               | Cerezo Osaka (J1)                               | 5                                               | 5                                               |                        |                        |                                              |                                              |                                              |                                              |  |  |                                               |                                               |                                               |                                               |
|  |                                                 |                                                 |                                                 |                                                 |                        |                        |                                              |                                              |                                              |                                              |  |  |                                               |                                               |                                               |                                               |

| 1er tour                     | Kamatamare Sanuki (J3) | 1 - 5   | Cerezo Osaka (J1)                                                     |                                                                       |                                                                       |
| 20 mars 2025 14h00 UTC+09:00 | Hatanaka 48e           | (0 - 1) | 21e Andrade · 59e Ratão · 74e (pen.) Fernandes · 77e Bueno · 84e Uejo | Stade Pikara, Marugame Spectateurs : 5 434 Arbitrage : Hayato Shimizu | Stade Pikara, Marugame Spectateurs : 5 434 Arbitrage : Hayato Shimizu |
| 20 mars 2025 14h00 UTC+09:00 | Rapport                |         |                                                                       | Stade Pikara, Marugame Spectateurs : 5 434 Arbitrage : Hayato Shimizu | Stade Pikara, Marugame Spectateurs : 5 434 Arbitrage : Hayato Shimizu |

| 1er tour                     | FC Imabari (J2)        | 2 - 1   | Tokushima Vortis (J2) |                                                                                 |                                                                                 |
| 9 avril 2025 19h00 UTC+09:00 | Hino 54e · Fujioka 64e | (0 - 0) | 72e Tsuboi            | Stade Imabari Satoyama, Imabari Spectateurs : 2 437 Arbitrage : Tetsuro Yoshida | Stade Imabari Satoyama, Imabari Spectateurs : 2 437 Arbitrage : Tetsuro Yoshida |
| 9 avril 2025 19h00 UTC+09:00 | Fujioka 21e            | Rapport |                       | Stade Imabari Satoyama, Imabari Spectateurs : 2 437 Arbitrage : Tetsuro Yoshida | Stade Imabari Satoyama, Imabari Spectateurs : 2 437 Arbitrage : Tetsuro Yoshida |

| 1er tour                     | Gainare Tottori (J3) | 0 - 2   | Kyoto Sanga (J1)       |                                                                          |                                                                          |
| 20 mars 2025 14h00 UTC+09:00 |                      | (0 - 1) | 18e Nakano · 71e Elias | Stade Axis Bird, Tottori Spectateurs : 3 166 Arbitrage : Akihiko Ikeuchi | Stade Axis Bird, Tottori Spectateurs : 3 166 Arbitrage : Akihiko Ikeuchi |
| 20 mars 2025 14h00 UTC+09:00 | Matsumoto 70e        | Rapport | 74e Kawasaki           | Stade Axis Bird, Tottori Spectateurs : 3 166 Arbitrage : Akihiko Ikeuchi | Stade Axis Bird, Tottori Spectateurs : 3 166 Arbitrage : Akihiko Ikeuchi |

| 1er tour                     | Kagoshima United (J3) | 0 - 2   | Montedio Yamagata (J2)           |                                                                                  |                                                                                  |
| 26 mars 2025 19h00 UTC+09:00 |                       | (0 - 2) | 15e Fujimoto · 35e (pen.) Issaka | Stade Shiranami, Stade Shiranami Spectateurs : 3 479 Arbitrage : Toshihiro Nakai | Stade Shiranami, Stade Shiranami Spectateurs : 3 479 Arbitrage : Toshihiro Nakai |
| 26 mars 2025 19h00 UTC+09:00 | Fujimura 22e          | Rapport | 78e Kawai                        | Stade Shiranami, Stade Shiranami Spectateurs : 3 479 Arbitrage : Toshihiro Nakai | Stade Shiranami, Stade Shiranami Spectateurs : 3 479 Arbitrage : Toshihiro Nakai |

| 2e tour                 | FC Imabari (J2)                                     | 3 - 4 ap              | Cerezo Osaka (J1)                                         |                                                                                 |                                                                                 |
| 16 avril 2025 UTC+09:00 | Takeuchi Modèle:Bui · Fujioka 34e (pen.) · Hino 48e | (2 - 2, 3 - 3, 3 - 3) | 12e Bueno · 15e Wonggorn · 80e (pen.) Kagawa · 118e Okuda | Stade Imabari Satoyama, Imabari Spectateurs : 4 148 Arbitrage : Hiroyuki Kimura | Stade Imabari Satoyama, Imabari Spectateurs : 4 148 Arbitrage : Hiroyuki Kimura |
| 16 avril 2025 UTC+09:00 | Diniz 28e · Índio 71e                               | Rapport               | 107e Tanaka                                               | Stade Imabari Satoyama, Imabari Spectateurs : 4 148 Arbitrage : Hiroyuki Kimura | Stade Imabari Satoyama, Imabari Spectateurs : 4 148 Arbitrage : Hiroyuki Kimura |

| 2e tour                      | Montedio Yamagata (J2) | 0 - 1   | Kyoto Sanga (J1)         |                                                                               |                                                                               |
| 9 avril 2025 19h00 UTC+09:00 |                        | (0 - 1) | 45+1e Nagata             | Stade Yamagata ND Soft, Tendō Spectateurs : 3 701 Arbitrage : Yoshiro Imamura | Stade Yamagata ND Soft, Tendō Spectateurs : 3 701 Arbitrage : Yoshiro Imamura |
| 9 avril 2025 19h00 UTC+09:00 | Mikeltadze 75e         | Rapport | 61e Nagata · 73e Matsuda | Stade Yamagata ND Soft, Tendō Spectateurs : 3 701 Arbitrage : Yoshiro Imamura | Stade Yamagata ND Soft, Tendō Spectateurs : 3 701 Arbitrage : Yoshiro Imamura |

| Finale du Groupe            | Kyoto Sanga (J1)          | 1 - 4   | Cerezo Osaka (J1)                        |                                                                                     |                                                                                     |
| 21 mai 2025 19h00 UTC+09:00 | Costa 10e                 | (1 - 0) | 48e Funaki · 61e 73e Andrade · 81e Ratão | Stade Sanga by Kyocera, Kameoka Spectateurs : 6 233 Arbitrage : Florian Badstuebner | Stade Sanga by Kyocera, Kameoka Spectateurs : 6 233 Arbitrage : Florian Badstuebner |
| 21 mai 2025 19h00 UTC+09:00 | Fukuoka 38e · Túlio 90+4e | Rapport | 38e Funaki · 65e Kim J.-H. · 90e Ratão   | Stade Sanga by Kyocera, Kameoka Spectateurs : 6 233 Arbitrage : Florian Badstuebner | Stade Sanga by Kyocera, Kameoka Spectateurs : 6 233 Arbitrage : Florian Badstuebner |

### Groupe 7
|  | 1er tour                                                   | 1er tour                            | 1er tour                                       | 1er tour                            |                      |                      | 2e tour                              | 2e tour                              | 2e tour                              | 2e tour                              |  |  | Finale du Groupe                   | Finale du Groupe                   | Finale du Groupe                   | Finale du Groupe                   |
|  |                                                            |                                     |                                                |                                     |                      |                      |                                      |                                      |                                      |                                      |  |  |                                    |                                    |                                    |                                    |
|  | 26 mars 2025 - Stade Toyama, Toyama                        | 26 mars 2025 - Stade Toyama, Toyama | 26 mars 2025 - Stade Toyama, Toyama            | 26 mars 2025 - Stade Toyama, Toyama |                      |                      | 16 avril 2025 - Stade Toyama, Toyama | 16 avril 2025 - Stade Toyama, Toyama | 16 avril 2025 - Stade Toyama, Toyama | 16 avril 2025 - Stade Toyama, Toyama |  |  | 21 mai 2025 - Stade Toyama, Toyama | 21 mai 2025 - Stade Toyama, Toyama | 21 mai 2025 - Stade Toyama, Toyama | 21 mai 2025 - Stade Toyama, Toyama |
|  | 26 mars 2025 - Stade Toyama, Toyama                        | 26 mars 2025 - Stade Toyama, Toyama | 26 mars 2025 - Stade Toyama, Toyama            | 26 mars 2025 - Stade Toyama, Toyama |                      |                      | 16 avril 2025 - Stade Toyama, Toyama | 16 avril 2025 - Stade Toyama, Toyama | 16 avril 2025 - Stade Toyama, Toyama | 16 avril 2025 - Stade Toyama, Toyama |  |  | 21 mai 2025 - Stade Toyama, Toyama | 21 mai 2025 - Stade Toyama, Toyama | 21 mai 2025 - Stade Toyama, Toyama | 21 mai 2025 - Stade Toyama, Toyama |
|  | Kataller Toyama (J2)                                       | Kataller Toyama (J2)                | 4                                              | 4                                   |                      |                      | 16 avril 2025 - Stade Toyama, Toyama | 16 avril 2025 - Stade Toyama, Toyama | 16 avril 2025 - Stade Toyama, Toyama | 16 avril 2025 - Stade Toyama, Toyama |  |  | 21 mai 2025 - Stade Toyama, Toyama | 21 mai 2025 - Stade Toyama, Toyama | 21 mai 2025 - Stade Toyama, Toyama | 21 mai 2025 - Stade Toyama, Toyama |
|  | Kataller Toyama (J2)                                       | Kataller Toyama (J2)                | 4                                              | 4                                   |                      |                      | 16 avril 2025 - Stade Toyama, Toyama | 16 avril 2025 - Stade Toyama, Toyama | 16 avril 2025 - Stade Toyama, Toyama | 16 avril 2025 - Stade Toyama, Toyama |  |  | 21 mai 2025 - Stade Toyama, Toyama | 21 mai 2025 - Stade Toyama, Toyama | 21 mai 2025 - Stade Toyama, Toyama | 21 mai 2025 - Stade Toyama, Toyama |
|  | JEF United Ichihara Chiba (J2)                             | JEF United Ichihara Chiba (J2)      | 2                                              | 2                                   |                      |                      | 16 avril 2025 - Stade Toyama, Toyama | 16 avril 2025 - Stade Toyama, Toyama | 16 avril 2025 - Stade Toyama, Toyama | 16 avril 2025 - Stade Toyama, Toyama |  |  | 21 mai 2025 - Stade Toyama, Toyama | 21 mai 2025 - Stade Toyama, Toyama | 21 mai 2025 - Stade Toyama, Toyama | 21 mai 2025 - Stade Toyama, Toyama |
|  | JEF United Ichihara Chiba (J2)                             | JEF United Ichihara Chiba (J2)      | 2                                              | 2                                   | Kataller Toyama (J2) | Kataller Toyama (J2) | 1 tab(6)                             | 1 tab(6)                             |                                      |                                      |  |  | 21 mai 2025 - Stade Toyama, Toyama | 21 mai 2025 - Stade Toyama, Toyama | 21 mai 2025 - Stade Toyama, Toyama | 21 mai 2025 - Stade Toyama, Toyama |
|  | 20 mars 2025 - Stade Ichigo Miyazaki Shintomi FB, Shintomi |                                     |                                                |                                     | Kataller Toyama (J2) | Kataller Toyama (J2) | 1 tab(6)                             | 1 tab(6)                             |                                      |                                      |  |  | 21 mai 2025 - Stade Toyama, Toyama | 21 mai 2025 - Stade Toyama, Toyama | 21 mai 2025 - Stade Toyama, Toyama | 21 mai 2025 - Stade Toyama, Toyama |
|  |                                                            |                                     | Nagoya Grampus (J1)                            | Nagoya Grampus (J1)                 | 1 ap(5)              | 1 ap(5)              |                                      |                                      |                                      |                                      |  |  | 21 mai 2025 - Stade Toyama, Toyama | 21 mai 2025 - Stade Toyama, Toyama | 21 mai 2025 - Stade Toyama, Toyama | 21 mai 2025 - Stade Toyama, Toyama |
|  | Tegevajaro Miyazaki (J3)                                   | Tegevajaro Miyazaki (J3)            | Nagoya Grampus (J1)                            | Nagoya Grampus (J1)                 | 1 ap(5)              | 1 ap(5)              | 0                                    | 0                                    |                                      |                                      |  |  | 21 mai 2025 - Stade Toyama, Toyama | 21 mai 2025 - Stade Toyama, Toyama | 21 mai 2025 - Stade Toyama, Toyama | 21 mai 2025 - Stade Toyama, Toyama |
|  | Tegevajaro Miyazaki (J3)                                   | Tegevajaro Miyazaki (J3)            | 16 avril 2025 - Stade Kanseki Tochigi, Tochigi |                                     |                      |                      | 0                                    | 0                                    |                                      |                                      |  |  | 21 mai 2025 - Stade Toyama, Toyama | 21 mai 2025 - Stade Toyama, Toyama | 21 mai 2025 - Stade Toyama, Toyama | 21 mai 2025 - Stade Toyama, Toyama |
|  | Nagoya Grampus (J1)                                        | Nagoya Grampus (J1)                 | 3                                              | 3                                   |                      |                      |                                      |                                      |                                      |                                      |  |  | 21 mai 2025 - Stade Toyama, Toyama | 21 mai 2025 - Stade Toyama, Toyama | 21 mai 2025 - Stade Toyama, Toyama | 21 mai 2025 - Stade Toyama, Toyama |
|  | Nagoya Grampus (J1)                                        | Nagoya Grampus (J1)                 | 3                                              | 3                                   | Kataller Toyama (J2) | Kataller Toyama (J2) | 1                                    | 1                                    |                                      |                                      |  |  |                                    |                                    |                                    |                                    |
|  | 26 mars 2025 - Stade Kanseki Tochigi, Tochigi              |                                     |                                                |                                     | Kataller Toyama (J2) | Kataller Toyama (J2) | 1                                    | 1                                    |                                      |                                      |  |  |                                    |                                    |                                    |                                    |
|  |                                                            |                                     | Avispa Fukuoka (J1)                            | Avispa Fukuoka (J1)                 | 2                    | 2                    |                                      |                                      |                                      |                                      |  |  |                                    |                                    |                                    |                                    |
|  | Tochigi SC (J3)                                            | Tochigi SC (J3)                     | Avispa Fukuoka (J1)                            | Avispa Fukuoka (J1)                 | 2                    | 2                    | 0 tab(4)                             | 0 tab(4)                             |                                      |                                      |  |  |                                    |                                    |                                    |                                    |
|  | Tochigi SC (J3)                                            | Tochigi SC (J3)                     |                                                |                                     |                      |                      |                                      |                                      |                                      |                                      |  |  |                                    |                                    |                                    |                                    |
|  | Vegalta Sendai (J2)                                        | Vegalta Sendai (J2)                 | 0 ap(3)                                        | 0 ap(3)                             |                      |                      |                                      |                                      |                                      |                                      |  |  |                                    |                                    |                                    |                                    |
|  | Vegalta Sendai (J2)                                        | Vegalta Sendai (J2)                 | 0 ap(3)                                        | 0 ap(3)                             | Tochigi SC (J3)      | Tochigi SC (J3)      | 1                                    | 1                                    |                                      |                                      |  |  |                                    |                                    |                                    |                                    |
|  | 20 mars 2025 - Stade Tapic Kenso Hiyagon, Okinawa          |                                     |                                                |                                     | Tochigi SC (J3)      | Tochigi SC (J3)      | 1                                    | 1                                    |                                      |                                      |  |  |                                    |                                    |                                    |                                    |
|  |                                                            |                                     | Avispa Fukuoka (J1)                            | Avispa Fukuoka (J1)                 | 2                    | 2                    |                                      |                                      |                                      |                                      |  |  |                                    |                                    |                                    |                                    |
|  | FC Ryukyu (J3)                                             | FC Ryukyu (J3)                      | Avispa Fukuoka (J1)                            | Avispa Fukuoka (J1)                 | 2                    | 2                    | 0                                    | 0                                    |                                      |                                      |  |  |                                    |                                    |                                    |                                    |
|  | FC Ryukyu (J3)                                             | FC Ryukyu (J3)                      |                                                |                                     |                      |                      |                                      | 0                                    |                                      |                                      |  |  |                                    |                                    |                                    |                                    |
|  | Avispa Fukuoka (J1)                                        | Avispa Fukuoka (J1)                 | 2                                              | 2                                   |                      |                      |                                      |                                      |                                      |                                      |  |  |                                    |                                    |                                    |                                    |
|  | Avispa Fukuoka (J1)                                        | Avispa Fukuoka (J1)                 | 2                                              | 2                                   |                      |                      |                                      |                                      |                                      |                                      |  |  |                                    |                                    |                                    |                                    |
|  |                                                            |                                     |                                                |                                     |                      |                      |                                      |                                      |                                      |                                      |  |  |                                    |                                    |                                    |                                    |

| 1er tour                     | Tegevajaro Miyazaki (J3) | 0 - 3 ap              | Nagoya Grampus (J1)             |                                                                                         |                                                                                         |
| 20 mars 2025 14h00 UTC+09:00 |                          | (0 - 0, 0 - 0, 0 - 1) | 98e Kikuchi · 112e 120+1e Asano | Stade Ichigo Miyazaki Shintomi FB, Shintomi Spectateurs : 2 466 Arbitrage : Masuya Ueda | Stade Ichigo Miyazaki Shintomi FB, Shintomi Spectateurs : 2 466 Arbitrage : Masuya Ueda |
| 20 mars 2025 14h00 UTC+09:00 | Sakai 20e                | Rapport               | 57e Sato                        | Stade Ichigo Miyazaki Shintomi FB, Shintomi Spectateurs : 2 466 Arbitrage : Masuya Ueda | Stade Ichigo Miyazaki Shintomi FB, Shintomi Spectateurs : 2 466 Arbitrage : Masuya Ueda |

| 1er tour                     | Kataller Toyama (J2)        | 4 - 2   | JEF United Ichihara Chiba (J2) |                                                                   |                                                                   |
| 26 mars 2025 19h00 UTC+09:00 | Sueki 5e · Usui 22e 52e 66e | (2 - 1) | 15e Taguchi · 62e Mae          | Stade Toyama, Toyama Spectateurs : 3 208 Arbitrage : Genki Tawara | Stade Toyama, Toyama Spectateurs : 3 208 Arbitrage : Genki Tawara |
| 26 mars 2025 19h00 UTC+09:00 | Take 90+3e                  | Rapport | 90+1e Kawano                   | Stade Toyama, Toyama Spectateurs : 3 208 Arbitrage : Genki Tawara | Stade Toyama, Toyama Spectateurs : 3 208 Arbitrage : Genki Tawara |

| 1er tour                     | FC Ryukyu (J3) | 0 - 2   | Avispa Fukuoka (J1)      |                                                                                       |                                                                                       |
| 20 mars 2025 14h00 UTC+09:00 |                | (0 - 0) | 58e Kitajima · 90e Konno | Stade Tapic Kenso Hiyagon, Okinawa Spectateurs : 3 686 Arbitrage : Koichiro Fukushima | Stade Tapic Kenso Hiyagon, Okinawa Spectateurs : 3 686 Arbitrage : Koichiro Fukushima |
| 20 mars 2025 14h00 UTC+09:00 |                | Rapport | 5e Tashiro               | Stade Tapic Kenso Hiyagon, Okinawa Spectateurs : 3 686 Arbitrage : Koichiro Fukushima | Stade Tapic Kenso Hiyagon, Okinawa Spectateurs : 3 686 Arbitrage : Koichiro Fukushima |

| 1er tour                     | Tochigi SC (J3)                           | 0 - 0 ap 4 - 3 t. a. b. | Vegalta Sendai (J2)                                 |                                                                                 |                                                                                 |
| 26 mars 2025 19h00 UTC+09:00 |                                           | (0 - 0, 0 - 0, 0 - 0)   |                                                     | Stade Kanseki Tochigi, Tochigi Spectateurs : 2 128 Arbitrage : Yoshito Nakagawa | Stade Kanseki Tochigi, Tochigi Spectateurs : 2 128 Arbitrage : Yoshito Nakagawa |
| 26 mars 2025 19h00 UTC+09:00 |                                           | Rapport                 | 98e Takada ·                                        | Stade Kanseki Tochigi, Tochigi Spectateurs : 2 128 Arbitrage : Yoshito Nakagawa | Stade Kanseki Tochigi, Tochigi Spectateurs : 2 128 Arbitrage : Yoshito Nakagawa |
| 26 mars 2025 19h00 UTC+09:00 | Yano · Igarashi · Kobori · Kawana · Omori | Tirs au but 4 - 3       | Takada · Minto Nishimaru · Nakada · Onaiwu · Matsui | Stade Kanseki Tochigi, Tochigi Spectateurs : 2 128 Arbitrage : Yoshito Nakagawa | Stade Kanseki Tochigi, Tochigi Spectateurs : 2 128 Arbitrage : Yoshito Nakagawa |

| 2e tour                       | Kataller Toyama (J2)                                    | 1 - 1 ap 6 - 5 t. a. b. | Nagoya Grampus (J1)                                      |                                                                    |                                                                    |
| 16 avril 2025 19h00 UTC+09:00 | Take 99e                                                | (0 - 0, 0 - 0, 1 - 1)   | 101e Mateus                                              | Stade Toyama, Toyama Spectateurs : 3 964 Arbitrage : Yusuke Ohashi | Stade Toyama, Toyama Spectateurs : 3 964 Arbitrage : Yusuke Ohashi |
| 16 avril 2025 19h00 UTC+09:00 | Kamiyama 28e · Tagawa 118e                              | Rapport                 | 45+4e Morishima ·                                        | Stade Toyama, Toyama Spectateurs : 3 964 Arbitrage : Yusuke Ohashi | Stade Toyama, Toyama Spectateurs : 3 964 Arbitrage : Yusuke Ohashi |
| 16 avril 2025 19h00 UTC+09:00 | Take · Fuseya · Sueki · Ura · Kameda · Tagawa · Yoshida | Tirs au but 6 - 5       | Yamanaka · Mateus · Izumi · Miya · Kikuchi · Hara · Sato | Stade Toyama, Toyama Spectateurs : 3 964 Arbitrage : Yusuke Ohashi | Stade Toyama, Toyama Spectateurs : 3 964 Arbitrage : Yusuke Ohashi |

| 2e tour                       | Tochigi SC (J3) | 1 - 2   | Avispa Fukuoka (J1) |                                                                                 |                                                                                 |
| 16 avril 2025 19h00 UTC+09:00 | Yagi 71e        | (0 - 1) | 4e Sato · 81e Konno | Stade Kanseki Tochigi, Tochigi Spectateurs : 1 614 Arbitrage : Futoshi Nakamura | Stade Kanseki Tochigi, Tochigi Spectateurs : 1 614 Arbitrage : Futoshi Nakamura |
| 16 avril 2025 19h00 UTC+09:00 |                 | Rapport | 90+4e Kamijima      | Stade Kanseki Tochigi, Tochigi Spectateurs : 1 614 Arbitrage : Futoshi Nakamura | Stade Kanseki Tochigi, Tochigi Spectateurs : 1 614 Arbitrage : Futoshi Nakamura |

| Finale du Groupe            | Kataller Toyama (J2) | 1 - 2   | Avispa Fukuoka (J1)          |                                                                      |                                                                      |
| 21 mai 2025 19h00 UTC+09:00 | Takahashi 66e        | (0 - 2) | 11e (pen.) Maeda · 40e Akino | Stade Toyama, Toyama Spectateurs : 3 594 Arbitrage : Yoshiro Imamura | Stade Toyama, Toyama Spectateurs : 3 594 Arbitrage : Yoshiro Imamura |
| 21 mai 2025 19h00 UTC+09:00 | Sera 90+11e          | Rapport |                              | Stade Toyama, Toyama Spectateurs : 3 594 Arbitrage : Yoshiro Imamura | Stade Toyama, Toyama Spectateurs : 3 594 Arbitrage : Yoshiro Imamura |

## Tour éliminatoire
Les sept vainqueurs du premier tour et le club du Sanfrecce Hiroshima (club participant à la Ligue des champions 2 de l'AFC) participe au tour éliminatoire. Le tirage au sort du tour éliminatoire a eu lieu le 21 mai 2025 avec les match aller le 4 juin et le retour le 8 juin.
| Équipe               | Aller | Total             | Retour   | Équipe                   |
| -------------------- | ----- | ----------------- | -------- | ------------------------ |
| Tokyo Verdy (J1)     | 0 - 3 | 1 - 5             | 1 - 2    | Kashiwa Reysol (J1)      |
| Shonan Bellmare (J1) | 2 - 0 | 2 - 1             | 0 - 1    | Júbilo Iwata (J2)        |
| Cerezo Osaka (J1)    | 4 - 1 | 4 - 5             | 0 - 4 ap | Yokohama FC (J1)         |
| Avispa Fukuoka (J1)  | 1 - 0 | 2 - 2 (3 - 4 tab) | 1 - 2 ap | Sanfrecce Hiroshima (J1) |

| Match aller                 | Tokyo Verdy (J1)                   | 0 - 3   | Kashiwa Reysol (J1)                    |                                                                       |                                                                       |
| 4 juin 2025 19h00 UTC+09:00 |                                    | (0 - 1) | 23e Nakagawa · 62e Kubo · 90+4e Kakita | Stade Ajinomoto, Tokyo Spectateurs : 8 377 Arbitrage : Keigo Sendachi | Stade Ajinomoto, Tokyo Spectateurs : 8 377 Arbitrage : Keigo Sendachi |
| 4 juin 2025 19h00 UTC+09:00 | Fukazawa 33e · Tsunashima 44e, 85e | Rapport | 19e Toshima                            | Stade Ajinomoto, Tokyo Spectateurs : 8 377 Arbitrage : Keigo Sendachi | Stade Ajinomoto, Tokyo Spectateurs : 8 377 Arbitrage : Keigo Sendachi |

| Match retour                | Kashiwa Reysol (J1)                                 | 2 - 1   | Tokyo Verdy (J1) |                                                                     |                                                                     |
| 8 juin 2025 19h00 UTC+09:00 | Watai 50e · Kakita 71e                              | (0 - 1) | 43e Someno       | Stade Kashiwa, Kashiwa Spectateurs : 8 037 Arbitrage : Robert Jones | Stade Kashiwa, Kashiwa Spectateurs : 8 037 Arbitrage : Robert Jones |
| 8 juin 2025 19h00 UTC+09:00 | Koga 44e · Kakita 45+2e · Yamada 46e · Kurisawa 83e | Rapport | 52e Saito        | Stade Kashiwa, Kashiwa Spectateurs : 8 037 Arbitrage : Robert Jones | Stade Kashiwa, Kashiwa Spectateurs : 8 037 Arbitrage : Robert Jones |

| Match aller                 | Shonan Bellmare (J1)          | 2 - 0   | Júbilo Iwata (J2) |                                                                                   |                                                                                   |
| 4 juin 2025 19h00 UTC+09:00 | Nemoto 16e (pen.) · Okuno 31e | (2 - 0) |                   | Stade Lemon Gas Hiratsuka, Hiratsuka Spectateurs : 5 252 Arbitrage : Takuto Okabe | Stade Lemon Gas Hiratsuka, Hiratsuka Spectateurs : 5 252 Arbitrage : Takuto Okabe |
| 4 juin 2025 19h00 UTC+09:00 |                               | Rapport | 50e Ueebisu       | Stade Lemon Gas Hiratsuka, Hiratsuka Spectateurs : 5 252 Arbitrage : Takuto Okabe | Stade Lemon Gas Hiratsuka, Hiratsuka Spectateurs : 5 252 Arbitrage : Takuto Okabe |

| Match retour                | Júbilo Iwata (J2)                      | 1 - 0   | Shonan Bellmare (J1)    |                                                                    |                                                                    |
| 8 juin 2025 14h00 UTC+09:00 | Uehara 78e                             | (0 - 0) |                         | Stade Yamaha, Iwata Spectateurs : 8 908 Arbitrage : Hayato Shimizu | Stade Yamaha, Iwata Spectateurs : 8 908 Arbitrage : Hayato Shimizu |
| 8 juin 2025 14h00 UTC+09:00 | Kaneko 38e · Peixoto 85e · Croux 90+6e | Rapport | 55e Suzuki · 63e Fukuda | Stade Yamaha, Iwata Spectateurs : 8 908 Arbitrage : Hayato Shimizu | Stade Yamaha, Iwata Spectateurs : 8 908 Arbitrage : Hayato Shimizu |

| Match aller                 | Cerezo Osaka (J1)                                     | 4 - 1   | Yokohama FC (J1) |                                                              |                                                              |
| 4 juin 2025 19h00 UTC+09:00 | Kagawa 55e · Bueno 68e · Ratão 90+1e · Nakajima 90+8e | (0 - 0) | 90+6e Ogura      | Stade Nagai, Osaka Spectateurs : 7 110 Arbitrage : Koei Koya | Stade Nagai, Osaka Spectateurs : 7 110 Arbitrage : Koei Koya |
| 4 juin 2025 19h00 UTC+09:00 |                                                       | Rapport | 64e Ogura        | Stade Nagai, Osaka Spectateurs : 7 110 Arbitrage : Koei Koya | Stade Nagai, Osaka Spectateurs : 7 110 Arbitrage : Koei Koya |

| Match retour                | Yokohama FC (J1)                                            | 4 - 0 ap              | Cerezo Osaka (J1) |                                                                                        |                                                                                        |
| 8 juin 2025 18h00 UTC+09:00 | Mori 45+2e (pen.) · Lara 84e · Suzuki 89e · Sakuragawa 104e | (1 - 0, 3 - 0, 4 - 0) |                   | Stade NHK Spring Mitsuzawa, Yokohama Spectateurs : 3 825 Arbitrage : Takafumi Mikuriya | Stade NHK Spring Mitsuzawa, Yokohama Spectateurs : 3 825 Arbitrage : Takafumi Mikuriya |
| 8 juin 2025 18h00 UTC+09:00 | Suzuki 51e                                                  | Rapport               | 42e Fukui         | Stade NHK Spring Mitsuzawa, Yokohama Spectateurs : 3 825 Arbitrage : Takafumi Mikuriya | Stade NHK Spring Mitsuzawa, Yokohama Spectateurs : 3 825 Arbitrage : Takafumi Mikuriya |

| Match aller                 | Avispa Fukuoka (J1) | 1 - 0   | Sanfrecce Hiroshima (J1)            |                                                                     |                                                                     |
| 4 juin 2025 19h00 UTC+09:00 | Wellington 55e      | (0 - 0) |                                     | Level5 Stadium, Fukuoka Spectateurs : 3 670 Arbitrage : Masuya Ueda | Level5 Stadium, Fukuoka Spectateurs : 3 670 Arbitrage : Masuya Ueda |
| 4 juin 2025 19h00 UTC+09:00 | Obata 90+3e         | Rapport | 18e Germain · 49e Arai · 90e Kawabe | Level5 Stadium, Fukuoka Spectateurs : 3 670 Arbitrage : Masuya Ueda | Level5 Stadium, Fukuoka Spectateurs : 3 670 Arbitrage : Masuya Ueda |

| Match retour                | Sanfrecce Hiroshima (J1)                          | 2 - 1 4 - 3 t. a. b.  | Avispa Fukuoka (J1)                                   |                                                                                       |                                                                                       |
| 8 juin 2025 15h00 UTC+09:00 | Nakano 31e · Nakamura 64e                         | (1 - 0, 2 - 1, 2 - 1) | 72e Wellington                                        | Edion Peace Wing Hiroshima, Hiroshima Spectateurs : 20 676 Arbitrage : Yudai Yamamoto | Edion Peace Wing Hiroshima, Hiroshima Spectateurs : 20 676 Arbitrage : Yudai Yamamoto |
| 8 juin 2025 15h00 UTC+09:00 | Sasaki 86e · Kato 89e · Germain 109e              | Rapport               | 58e Wellington · 85e, 106e Shigemi · 90+3e Kamijima · | Edion Peace Wing Hiroshima, Hiroshima Spectateurs : 20 676 Arbitrage : Yudai Yamamoto | Edion Peace Wing Hiroshima, Hiroshima Spectateurs : 20 676 Arbitrage : Yudai Yamamoto |
| 8 juin 2025 15h00 UTC+09:00 | V.Germain · Higashi · Júnior · R.Germain · Nakano | Tirs au but 4 - 3     | Kitajima · Kanamori · Ando · Kamijima · Wellington    | Edion Peace Wing Hiroshima, Hiroshima Spectateurs : 20 676 Arbitrage : Yudai Yamamoto | Edion Peace Wing Hiroshima, Hiroshima Spectateurs : 20 676 Arbitrage : Yudai Yamamoto |

## Phase finale

### Quarts de finale
Les quatre vainqueurs des tours éliminatoires, les trois clubs participant de la Ligue des champions Élite 2024-2025 (Vissel Kobe, Kawasaki Frontale, Yokohama F. Marinos) et les Urawa Red Diamonds qui participe à la Coupe du monde des clubs de la FIFA 2025 qui rejoignent les quarts de finale, le tirage au sort a eu lieu le 16 juin 2025 ainsi que la disposition du tableau finale..
| Équipe                   | Aller | Total | Retour | Équipe                   |
| ------------------------ | ----- | ----- | ------ | ------------------------ |
| Yokohama F. Marinos (J1) | -     | -     | -      | Kashiwa Reysol (J1)      |
| Urawa Red Diamonds (J1)  | -     | -     | -      | Kawasaki Frontale (J1)   |
| Shonan Bellmare (J1)     | -     | -     | -      | Sanfrecce Hiroshima (J1) |
| Yokohama FC (J1)         | -     | -     | -      | Vissel Kobe (J1)         |

| Match aller                      | Yokohama F. Marinos (J1) | - | Kashiwa Reysol (J1) |                        |                        |
| 3 septembre 2025 19h00 UTC+09:00 |                          |   |                     | Stade Nissan, Yokohama | Stade Nissan, Yokohama |
| 3 septembre 2025 19h00 UTC+09:00 | Rapport                  |   |                     | Stade Nissan, Yokohama | Stade Nissan, Yokohama |

| Match retour                     | Kashiwa Reysol (J1) | - | Yokohama F. Marinos (J1) |                        |                        |
| 7 septembre 2025 19h00 UTC+09:00 |                     |   |                          | Stade Kashiwa, Kashiwa | Stade Kashiwa, Kashiwa |
| 7 septembre 2025 19h00 UTC+09:00 | [ Rapport]          |   |                          | Stade Kashiwa, Kashiwa | Stade Kashiwa, Kashiwa |

| Match aller                      | Urawa Red Diamonds (J1) | - | Kawasaki Frontale (J1) |                             |                             |
| 3 septembre 2025 19h30 UTC+09:00 |                         |   |                        | Stade Saitama 2002, Saitama | Stade Saitama 2002, Saitama |
| 3 septembre 2025 19h30 UTC+09:00 | Rapport                 |   |                        | Stade Saitama 2002, Saitama | Stade Saitama 2002, Saitama |

| Match retour                     | Kawasaki Frontale (J1) | - | Urawa Red Diamonds (J1) |                                   |                                   |
| 7 septembre 2025 19h00 UTC+09:00 |                        |   |                         | Stade Kawasaki Todoroki, Kawasaki | Stade Kawasaki Todoroki, Kawasaki |
| 7 septembre 2025 19h00 UTC+09:00 | Rapport                |   |                         | Stade Kawasaki Todoroki, Kawasaki | Stade Kawasaki Todoroki, Kawasaki |

| Match aller                      | Shonan Bellmare (J1) | - | Sanfrecce Hiroshima (J1) |                                      |                                      |
| 3 septembre 2025 19h00 UTC+09:00 |                      |   |                          | Stade Lemon Gas Hiratsuka, Hiratsuka | Stade Lemon Gas Hiratsuka, Hiratsuka |
| 3 septembre 2025 19h00 UTC+09:00 | Rapport              |   |                          | Stade Lemon Gas Hiratsuka, Hiratsuka | Stade Lemon Gas Hiratsuka, Hiratsuka |

| Match retour                     | Sanfrecce Hiroshima (J1) | - | Shonan Bellmare (J1) |                                       |                                       |
| 7 septembre 2025 18h30 UTC+09:00 |                          |   |                      | Edion Peace Wing Hiroshima, Hiroshima | Edion Peace Wing Hiroshima, Hiroshima |
| 7 septembre 2025 18h30 UTC+09:00 | Rapport                  |   |                      | Edion Peace Wing Hiroshima, Hiroshima | Edion Peace Wing Hiroshima, Hiroshima |

| Match aller                      | Yokohama FC (J1) | - | Vissel Kobe (J1) |                                      |                                      |
| 3 septembre 2025 19h00 UTC+09:00 |                  |   |                  | Stade NHK Spring Mitsuzawa, Yokohama | Stade NHK Spring Mitsuzawa, Yokohama |
| 3 septembre 2025 19h00 UTC+09:00 | Rapport          |   |                  | Stade NHK Spring Mitsuzawa, Yokohama | Stade NHK Spring Mitsuzawa, Yokohama |

| Match retour                     | Vissel Kobe (J1) | - | Yokohama FC (J1) |                            |                            |
| 7 septembre 2025 19h00 UTC+09:00 |                  |   |                  | Stade du parc Misaki, Kobe | Stade du parc Misaki, Kobe |
| 7 septembre 2025 19h00 UTC+09:00 | Rapport          |   |                  | Stade du parc Misaki, Kobe | Stade du parc Misaki, Kobe |

### Demi-finale
| Équipe                                           | Aller | Total | Retour | Équipe                                            |
| ------------------------------------------------ | ----- | ----- | ------ | ------------------------------------------------- |
| Yokohama F. Marinos (J1) ou Kashiwa Reysol (J1)  | -     | -     | -      | Urawa Red Diamonds (J1) ou Kawasaki Frontale (J1) |
| Shonan Bellmare (J1) ou Sanfrecce Hiroshima (J1) | -     | -     | -      | Yokohama FC (J1) ou Vissel Kobe (J1)              |

| Match aller              | Yokohama F. Marinos (J1) ou Kashiwa Reysol (J1) | - | Urawa Red Diamonds (J1) ou Kawasaki Frontale (J1) |                                                  |                                                  |
| 8 octobre 2025 UTC+09:00 |                                                 |   |                                                   | Stade Nissan, Yokohama ou Stade Kashiwa, Kashiwa | Stade Nissan, Yokohama ou Stade Kashiwa, Kashiwa |
| 8 octobre 2025 UTC+09:00 | [ Rapport]                                      |   |                                                   | Stade Nissan, Yokohama ou Stade Kashiwa, Kashiwa | Stade Nissan, Yokohama ou Stade Kashiwa, Kashiwa |

| Match retour              | Urawa Red Diamonds (J1) ou Kawasaki Frontale (J1) | - | Yokohama F. Marinos (J1) ou Kashiwa Reysol (J1) |                                                                  |                                                                  |
| 12 octobre 2025 UTC+09:00 |                                                   |   |                                                 | Stade Saitama 2002, Saitama ou Stade Kawasaki Todoroki, Kawasaki | Stade Saitama 2002, Saitama ou Stade Kawasaki Todoroki, Kawasaki |
| 12 octobre 2025 UTC+09:00 | [ Rapport]                                        |   |                                                 | Stade Saitama 2002, Saitama ou Stade Kawasaki Todoroki, Kawasaki | Stade Saitama 2002, Saitama ou Stade Kawasaki Todoroki, Kawasaki |

| Match aller              | Shonan Bellmare (J1) ou Sanfrecce Hiroshima (J1) | - | Yokohama FC (J1) ou Vissel Kobe (J1) |                                                                               |                                                                               |
| 8 octobre 2025 UTC+09:00 |                                                  |   |                                      | Stade Lemon Gas Hiratsuka, Hiratsuka ou Edion Peace Wing Hiroshima, Hiroshima | Stade Lemon Gas Hiratsuka, Hiratsuka ou Edion Peace Wing Hiroshima, Hiroshima |
| 8 octobre 2025 UTC+09:00 | [ Rapport]                                       |   |                                      | Stade Lemon Gas Hiratsuka, Hiratsuka ou Edion Peace Wing Hiroshima, Hiroshima | Stade Lemon Gas Hiratsuka, Hiratsuka ou Edion Peace Wing Hiroshima, Hiroshima |

| Match retour              | Yokohama FC (J1) ou Vissel Kobe (J1) | - | Shonan Bellmare (J1) ou Sanfrecce Hiroshima (J1) |                                                                    |                                                                    |
| 12 octobre 2025 UTC+09:00 |                                      |   |                                                  | Stade NHK Spring Mitsuzawa, Yokohama ou Stade du parc Misaki, Kobe | Stade NHK Spring Mitsuzawa, Yokohama ou Stade du parc Misaki, Kobe |
| 12 octobre 2025 UTC+09:00 | [ Rapport]                           |   |                                                  | Stade NHK Spring Mitsuzawa, Yokohama ou Stade du parc Misaki, Kobe | Stade NHK Spring Mitsuzawa, Yokohama ou Stade du parc Misaki, Kobe |

### Finale
Le 16 juin 2025, la date et le lieu de la finale est décidé. Elle se jouera au Stade national de Tokyo le 1er novembre 2025.
| équipe 1 ·    |                |  |  |
| Titulaires :  |                |  |  |
|               |                |  |  |
| 01            | Gardien de but |  |  |
| 02            |                |  |  |
| 03            |                |  |  |
| 04            |                |  |  |
| 05            |                |  |  |
| 06            |                |  |  |
| 07            |                |  |  |
| 08            |                |  |  |
| 09            |                |  |  |
| 10            |                |  |  |
| 11            |                |  |  |
|               |                |  |  |
| Remplaçants : |                |  |  |
| 12            |                |  |  |
| 13            |                |  |  |
| 14            |                |  |  |
| 15            |                |  |  |
| 16            |                |  |  |
| 17            |                |  |  |
| 18            |                |  |  |
| 19            |                |  |  |
| 20            |                |  |  |
|               |                |  |  |
| Entraîneur :  |                |  |  |
|               |                |  |  |

| équipe 2 ·    |                |  |  |
| Titulaires :  |                |  |  |
|               |                |  |  |
| 01            | Gardien de but |  |  |
| 02            |                |  |  |
| 03            |                |  |  |
| 04            |                |  |  |
| 05            |                |  |  |
| 06            |                |  |  |
| 07            |                |  |  |
| 08            |                |  |  |
| 09            |                |  |  |
| 10            |                |  |  |
| 11            |                |  |  |
|               |                |  |  |
| Remplaçants : |                |  |  |
| 12            |                |  |  |
| 13            |                |  |  |
| 14            |                |  |  |
| 15            |                |  |  |
| 16            |                |  |  |
| 17            |                |  |  |
| 18            |                |  |  |
| 19            |                |  |  |
| 20            |                |  |  |
|               |                |  |  |
| Entraîneur :  |                |  |  |
|               |                |  |  |

| équipe 1 ·    |                |  |  |
| Titulaires :  |                |  |  |
|               |                |  |  |
| 01            | Gardien de but |  |  |
| 02            |                |  |  |
| 03            |                |  |  |
| 04            |                |  |  |
| 05            |                |  |  |
| 06            |                |  |  |
| 07            |                |  |  |
| 08            |                |  |  |
| 09            |                |  |  |
| 10            |                |  |  |
| 11            |                |  |  |
|               |                |  |  |
| Remplaçants : |                |  |  |
| 12            |                |  |  |
| 13            |                |  |  |
| 14            |                |  |  |
| 15            |                |  |  |
| 16            |                |  |  |
| 17            |                |  |  |
| 18            |                |  |  |
| 19            |                |  |  |
| 20            |                |  |  |
|               |                |  |  |
| Entraîneur :  |                |  |  |
|               |                |  |  |

| équipe 2 ·    |                |  |  |
| Titulaires :  |                |  |  |
|               |                |  |  |
| 01            | Gardien de but |  |  |
| 02            |                |  |  |
| 03            |                |  |  |
| 04            |                |  |  |
| 05            |                |  |  |
| 06            |                |  |  |
| 07            |                |  |  |
| 08            |                |  |  |
| 09            |                |  |  |
| 10            |                |  |  |
| 11            |                |  |  |
|               |                |  |  |
| Remplaçants : |                |  |  |
| 12            |                |  |  |
| 13            |                |  |  |
| 14            |                |  |  |
| 15            |                |  |  |
| 16            |                |  |  |
| 17            |                |  |  |
| 18            |                |  |  |
| 19            |                |  |  |
| 20            |                |  |  |
|               |                |  |  |
| Entraîneur :  |                |  |  |
|               |                |  |  |

## Tableau final
|  | Quarts de finale         | Quarts de finale         | Quarts de finale | Quarts de finale |   |   | Demi-finales | Demi-finales | Demi-finales | Demi-finales |  |  | Finale                                    | Finale | Finale | Finale |
|  |                          |                          |                  |                  |   |   |              |              |              |              |  |  |                                           |        |        |        |
|  |                          |                          |                  |                  |   |   |              |              |              |              |  |  | 1er novembre 2025 - Stade national, Tokyo |        |        |        |
|  |                          |                          |                  |                  |   |   |              |              |              |              |  |  |                                           |        |        |        |
|  | Yokohama F. Marinos (J1) | Yokohama F. Marinos (J1) | -                | -                |   |   |              |              |              |              |  |  |                                           |        |        |        |
|  | Yokohama F. Marinos (J1) | Yokohama F. Marinos (J1) | -                | -                |   |   |              |              |              |              |  |  |                                           |        |        |        |
|  | Kashiwa Reysol (J1)      | Kashiwa Reysol (J1)      | -                | -                |   |   |              |              |              |              |  |  |                                           |        |        |        |
|  | Kashiwa Reysol (J1)      | Kashiwa Reysol (J1)      | -                | -                | - | - | -            | -            |              |              |  |  |                                           |        |        |        |
|  |                          |                          |                  |                  | - | - | -            | -            |              |              |  |  |                                           |        |        |        |
|  |                          |                          | -                | -                | - | - |              |              |              |              |  |  |                                           |        |        |        |
|  | Urawa Red Diamonds (J1)  | Urawa Red Diamonds (J1)  | -                | -                | - | - | -            | -            |              |              |  |  |                                           |        |        |        |
|  | Urawa Red Diamonds (J1)  | Urawa Red Diamonds (J1)  |                  |                  |   |   |              | -            |              |              |  |  |                                           |        |        |        |
|  | Kawasaki Frontale (J1)   | Kawasaki Frontale (J1)   | -                | -                |   |   |              |              |              |              |  |  |                                           |        |        |        |
|  | Kawasaki Frontale (J1)   | Kawasaki Frontale (J1)   | -                | -                | - | - | -            | -            |              |              |  |  |                                           |        |        |        |
|  |                          |                          |                  |                  | - | - | -            | -            |              |              |  |  |                                           |        |        |        |
|  |                          |                          | -                | -                | - | - |              |              |              |              |  |  |                                           |        |        |        |
|  | Shonan Bellmare (J1)     | Shonan Bellmare (J1)     | -                | -                | - | - | -            | -            |              |              |  |  |                                           |        |        |        |
|  | Shonan Bellmare (J1)     | Shonan Bellmare (J1)     |                  |                  |   |   |              |              |              |              |  |  |                                           |        |        |        |
|  | Sanfrecce Hiroshima (J1) | Sanfrecce Hiroshima (J1) | -                | -                |   |   |              |              |              |              |  |  |                                           |        |        |        |
|  | Sanfrecce Hiroshima (J1) | Sanfrecce Hiroshima (J1) | -                | -                | - | - | -            | -            |              |              |  |  |                                           |        |        |        |
|  |                          |                          |                  |                  | - | - | -            | -            |              |              |  |  |                                           |        |        |        |
|  |                          |                          | -                | -                | - | - |              |              |              |              |  |  |                                           |        |        |        |
|  | Yokohama FC (J1)         | Yokohama FC (J1)         | -                | -                | - | - | -            | -            |              |              |  |  |                                           |        |        |        |
|  | Yokohama FC (J1)         | Yokohama FC (J1)         |                  |                  |   |   |              | -            |              |              |  |  |                                           |        |        |        |
|  | Vissel Kobe (J1)         | Vissel Kobe (J1)         | -                | -                |   |   |              |              |              |              |  |  |                                           |        |        |        |
|  | Vissel Kobe (J1)         | Vissel Kobe (J1)         | -                | -                |   |   |              |              |              |              |  |  |                                           |        |        |        |
|  |                          |                          |                  |                  |   |   |              |              |              |              |  |  |                                           |        |        |        |

## Statistiques

### Meilleurs buteurs
|    | Buteur | Club | Buts | MJ |
| -- | ------ | ---- | ---- | -- |
| 1  |        |      | 0    | 0  |
| 2  |        |      | 0    | 0  |
| 3  |        |      | 0    | 0  |
| 4  |        |      | 0    | 0  |
| 5  |        |      | 0    | 0  |
| 6  |        |      | 0    | 0  |
| 7  |        |      | 0    | 0  |
| 8  |        |      | 0    | 0  |
| 9  |        |      | 0    | 0  |
| 10 |        |      | 0    | 0  |

| Source : J.LEAGUE YBC Levain CUP Légende Buts. : Nombre de buts marqué MJ : Nombre de matchs joués |

### Meilleurs passeurs
|    | Buteur | Club | Pas. | MJ |
| -- | ------ | ---- | ---- | -- |
| 1  |        |      | 0    | 0  |
| 2  |        |      | 0    | 0  |
| 3  |        |      | 0    | 0  |
| 4  |        |      | 0    | 0  |
| 5  |        |      | 0    | 0  |
| 6  |        |      | 0    | 0  |
| 7  |        |      | 0    | 0  |
| 8  |        |      | 0    | 0  |
| 9  |        |      | 0    | 0  |
| 10 |        |      | 0    | 0  |

| Source : J.LEAGUE YBC Levain CUP Légende Pas. : Nombre de passes décisives délivrées MJ : Nombre de matchs joués |

## Nombre d'équipes par division et par tour
| Divisions / Manches                     | Premier tour (27 rencontres) | Deuxième tour (14 rencontres) | Troisième tour (7 rencontres) | Tour éliminatoire (8 rencontres) | 1/4 de finale (8 rencontres) | Demi-finales (4 rencontres) | Finale (1 rencontres) | Vainqueur     |
| --------------------------------------- | ---------------------------- | ----------------------------- | ----------------------------- | -------------------------------- | ---------------------------- | --------------------------- | --------------------- | ------------- |
| J.League 1 (clubs continentaux) 5 clubs | Exempté                      | Exempté                       | Exempté                       | 1                                | 5                            |                             |                       |               |
| J.League 1 15 clubs                     | 14                           | 14                            | 11                            | 6                                | 3                            |                             |                       |               |
| J.League 2 20 clubs                     | 20                           | 10                            | 3                             | 1                                | Aucune équipe                | Aucune équipe               | Aucune équipe         | Aucune équipe |
| J.League 3 20 clubs                     | 20                           | 4                             | Aucune équipe                 | Aucune équipe                    | Aucune équipe                | Aucune équipe               | Aucune équipe         | Aucune équipe |
| Total                                   | 54                           | 28                            | 14                            | 8                                | 8                            | 4                           | 2                     | 1             |